# Hidjab

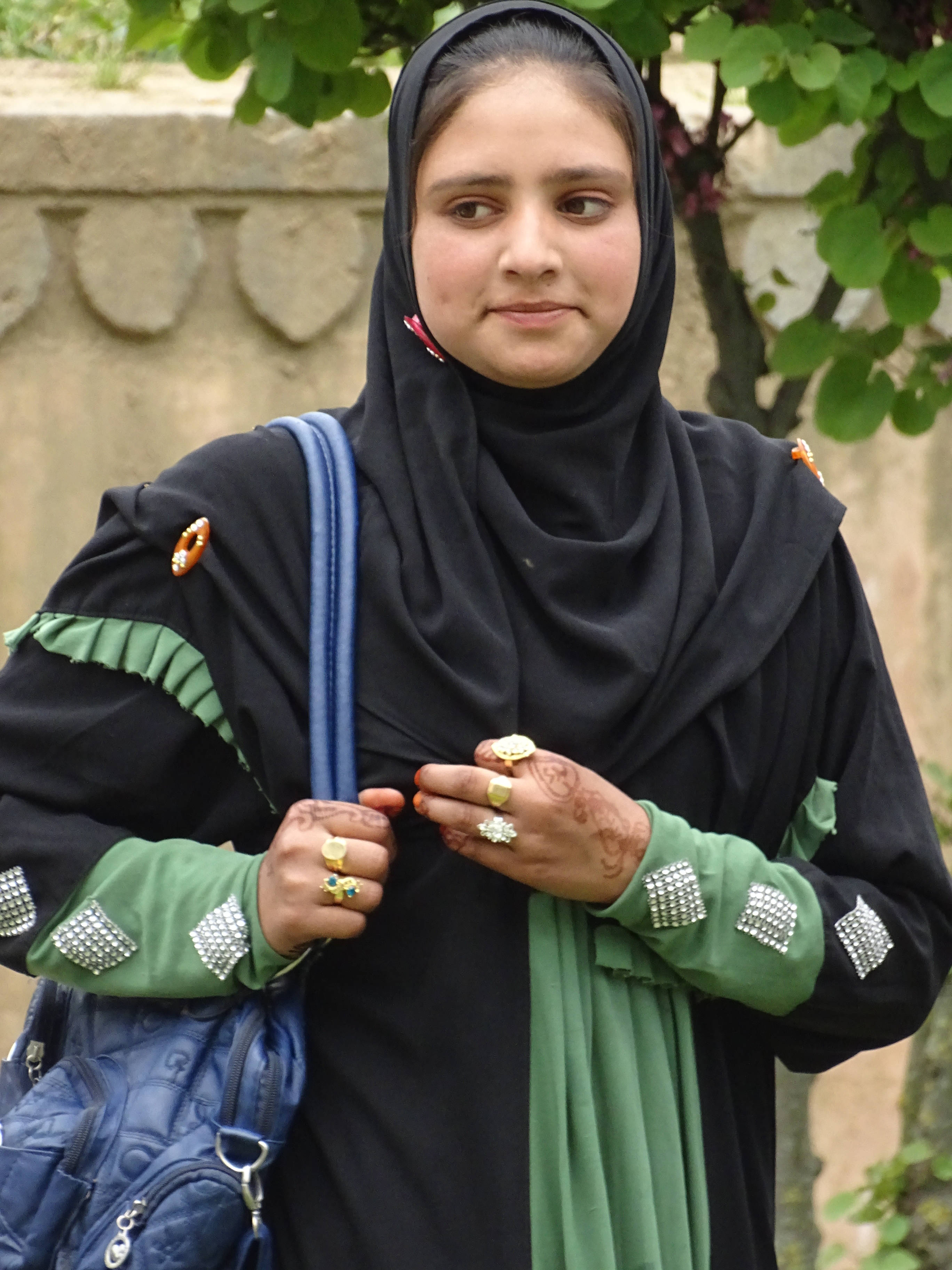
Femme portant un hidjab en Inde.

Le hidjab, ou hijab,, (en arabe : حِجَاب, ḥijāb, prononcé /ʔid͡ʒab/, /ħɪˈd͡ʒaːb/ ou /ħeˈɡæːb/), ou simplement voile ou foulard, est un vêtement porté par des femmes musulmanes et qui couvre leur tête en laissant le visage apparent.
Le port du hidjab n'est jamais explicitement mentionné clairement comme une prescription religieuse dans le Coran, même si de nombreux fondamentalistes l'affirment.
Le hidjab a connu, au cours de l'histoire, des périodes de larges diffusions et des périodes de dévoilement. Le dévoilement des femmes qui contestent le port du hidjab est appelé al-sufûr. Depuis le tournant du XXe siècle, son retour est accompagné de polémiques, en particulier sur ses aspects non religieux, comme sa dimension identitaire ou la question de l'égalité des sexes.

## Terminologie
Le terme « hidjab » (en arabe : حِجَاب, ḥijāb) est dérivé de la racine ḥ-j-b, hadjaba qui signifie « dérober au regard, cacher ». Par extension, il prend également le sens de « rideau », « écran ». Le champ sémantique correspondant à ce mot est plus large que pour l'équivalent français « voile » qui couvre pour protéger ou pour cacher, mais ne sépare pas.
Selon les pays et les courants religieux, sa forme diffère : en Iran, par exemple, il s'appelle tchador et ne cache pas le visage ni les vêtements de la femme; par contre, en Afghanistan, dans certaines régions du Pakistan ou d'Inde où il s'appelle tchadri, il cache tout le corps ne laissant voir que le bas de ses jambes couvertes d'un pantalon (la femme sous son voile est habillée d'un pantalon recouvert d'une robe tombant légèrement sous les genoux) et à l'occasion ses bras et ses mains. Quand il s'appelle burqa, au sens qu'on lui donne depuis la fin des années 1980, il ne laisse rien voir du corps de la femme, ni ses mains, ni ses pieds : les Occidentaux l'appellent « voile intégral ». Traditionnellement, tchadri et burqa étaient des termes synonymes bien que le second ne soit connu que de l'intelligentsia afghane, et ait été très modifié par l'influence salafiste.
Dans un contexte non arabophone, il désigne plus particulièrement le voile que certaines femmes musulmanes portent, couvrant la tête et laissant le visage découvert. Il est aussi appelé « voile islamique ». C'est le cas de pays comme la Malaisie ou l'Indonésie.
Lorsque le visage est couvert aussi, on ne parle pas de hidjab mais plutôt de voile intégral qui peut prendre la forme d'un niqab, d'un sitar ou d'une burqa.

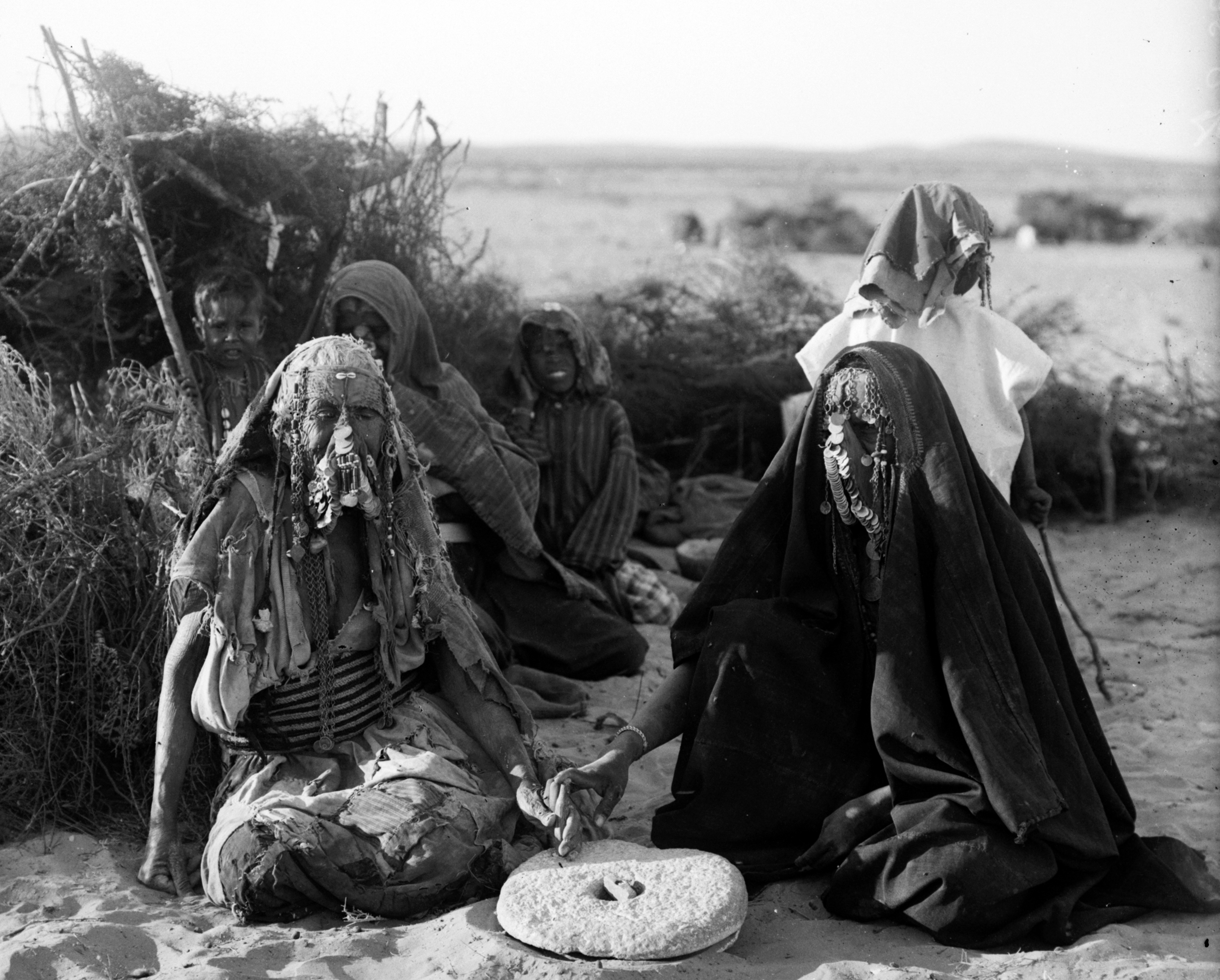
Bédouines de Beer-Sheva au visage voilé, Palestine ottomane, v. 1900-1920
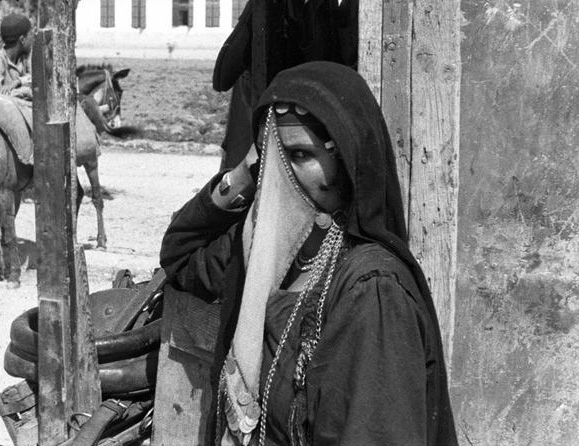
Arabe ou Bédouine voilée, Beer-sheva, Palestine mandataire, av. 1946
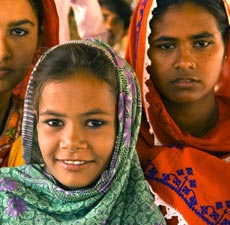
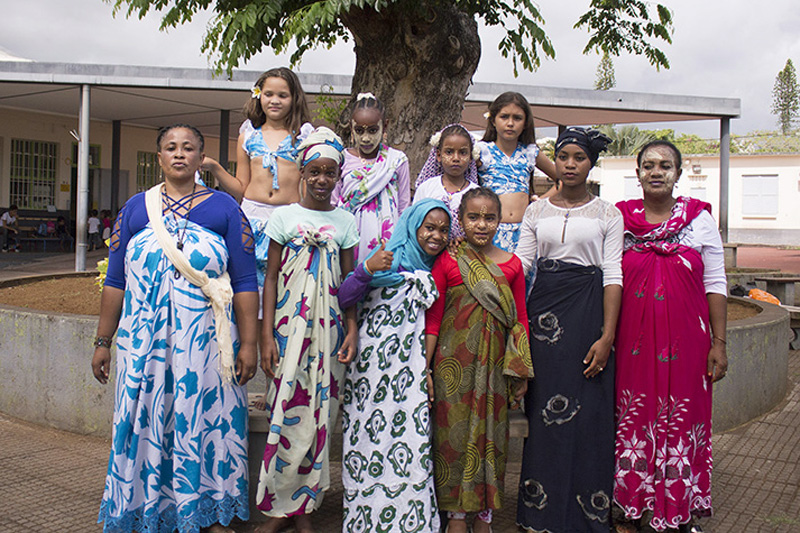
Comoriennes en saluva et châle.
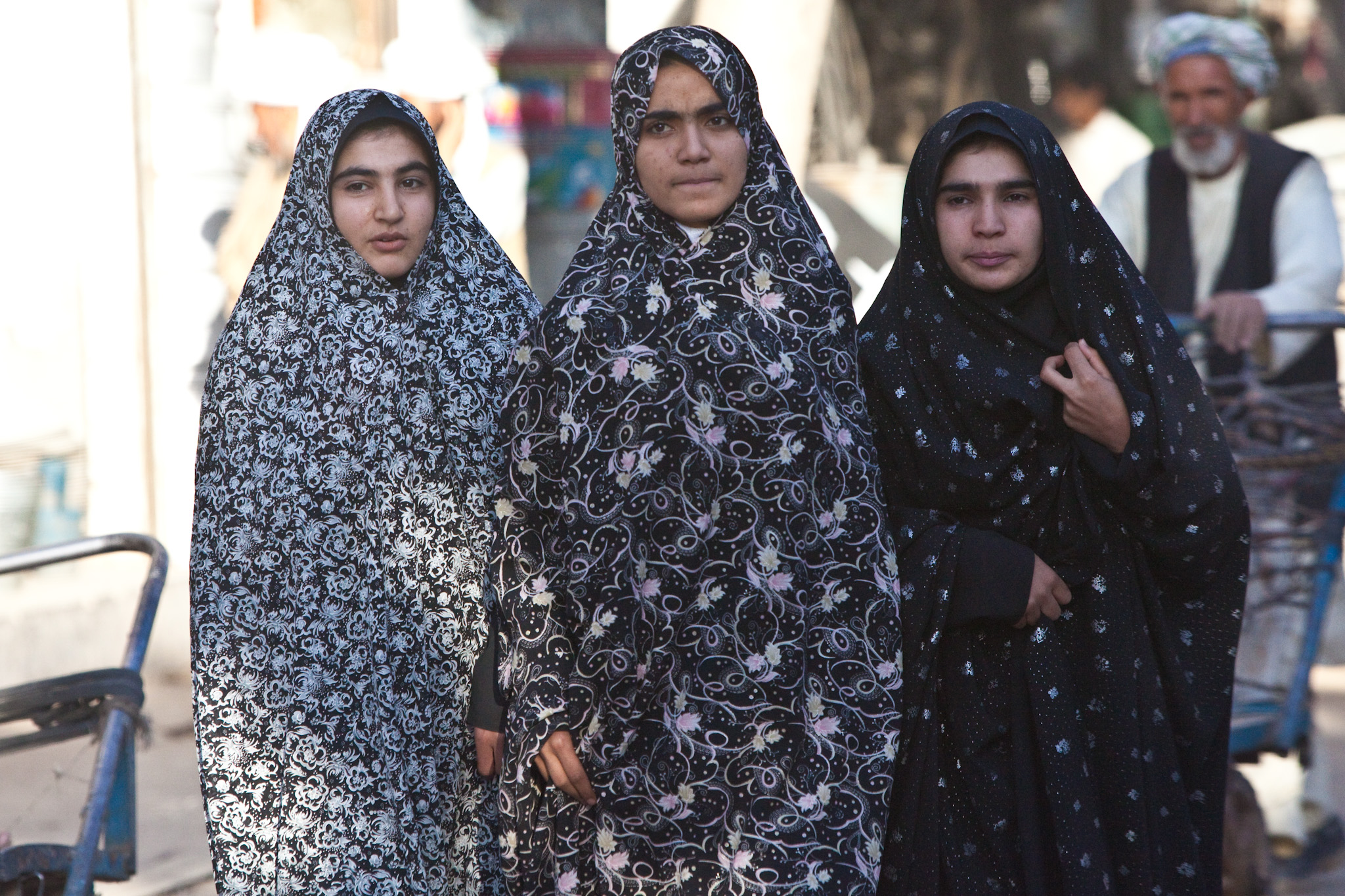
Femmes afghanes en tchador.
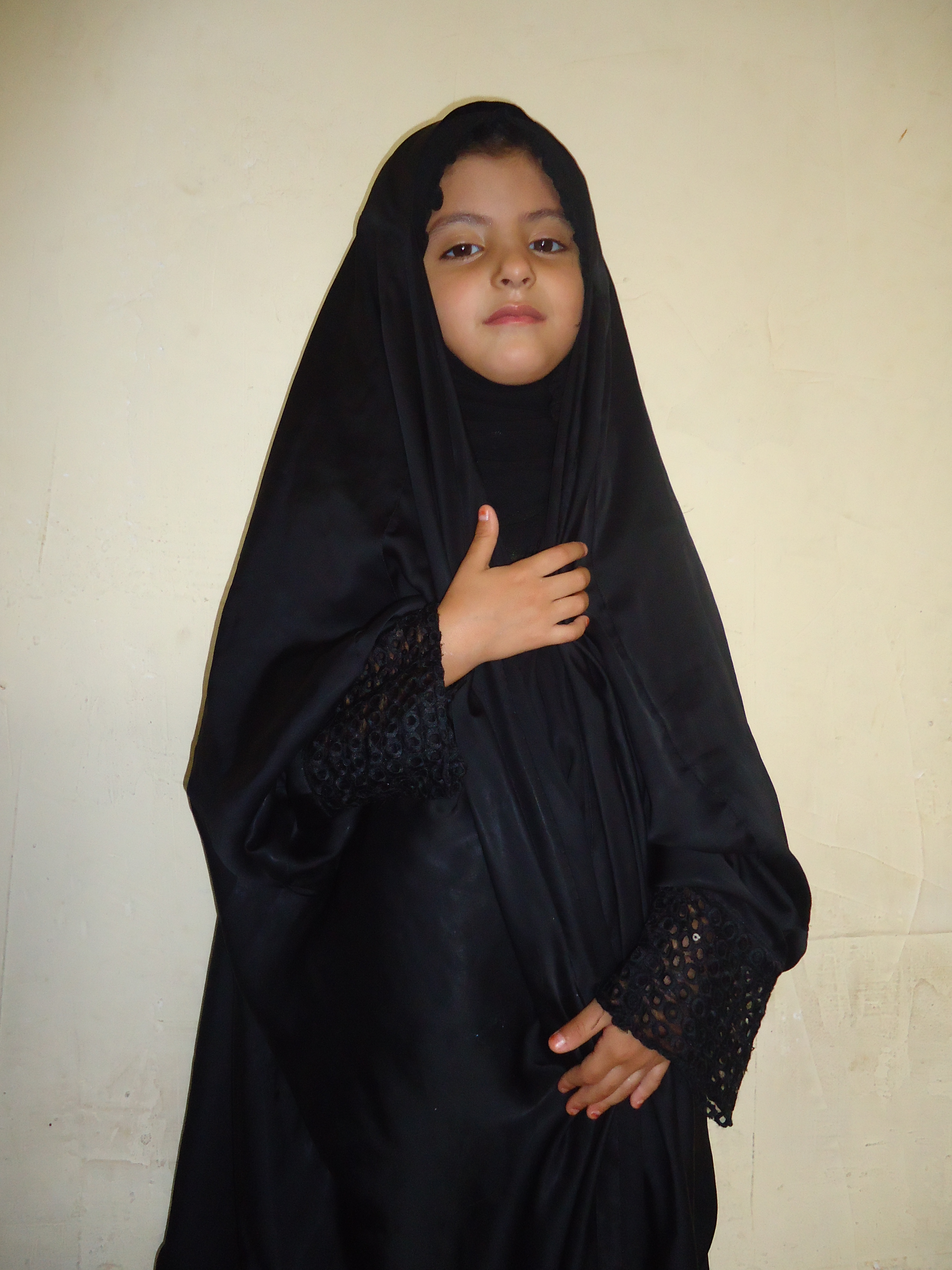
Fillette arabe en abaya.
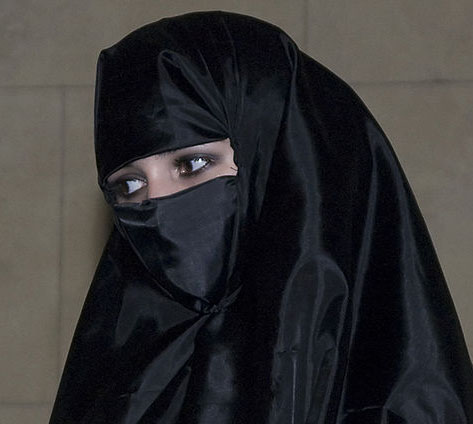
Femme en niqab, considéré comme voile intégral.
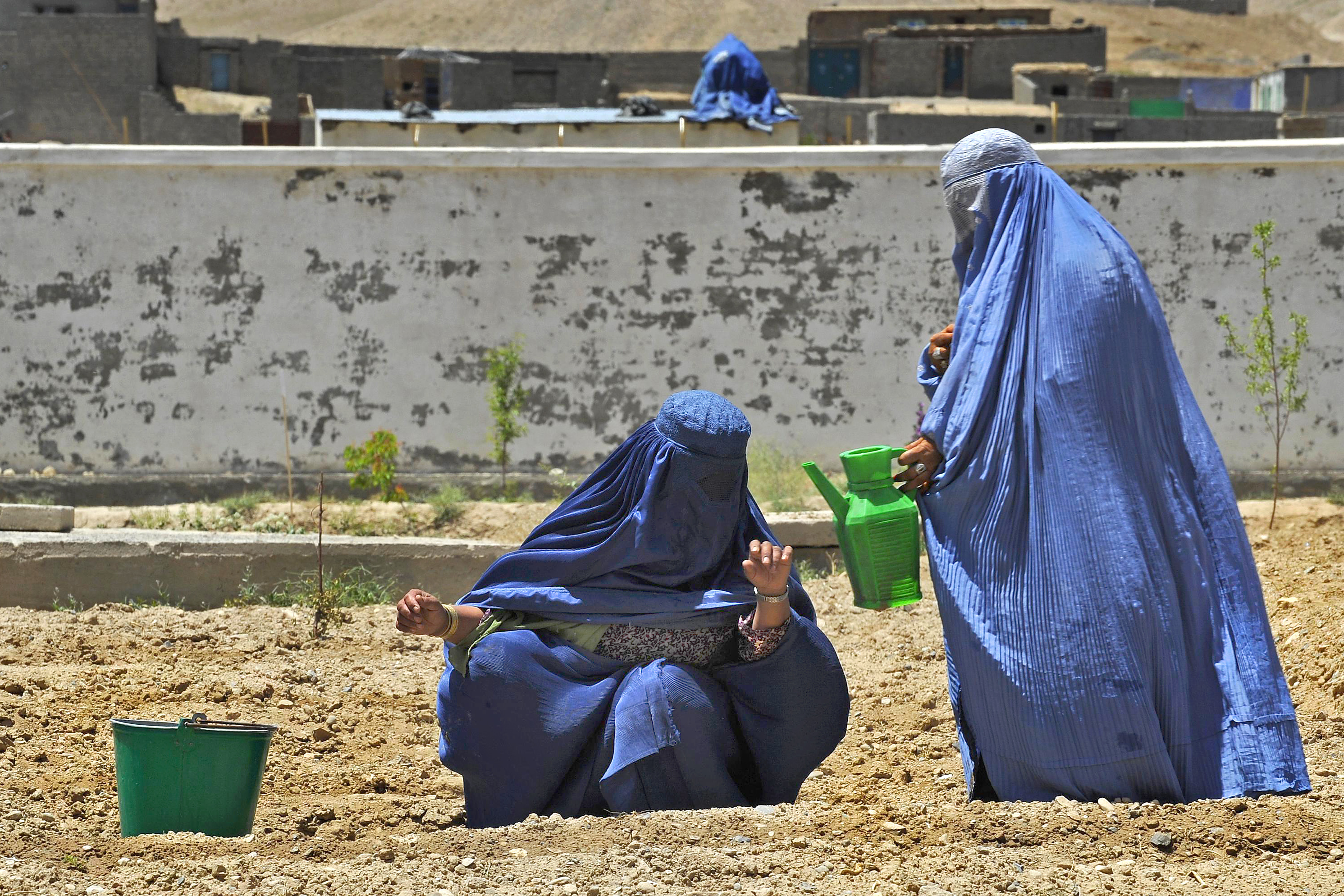
Femmes afghanes en burqa, considéré comme voile intégral.

### Autres noms
- Kichali (aux Comores)
- Tudung (en Malaisie)
- Ibadou (au Sénégal)

## Le voile dans les textes

### Dans le Coran

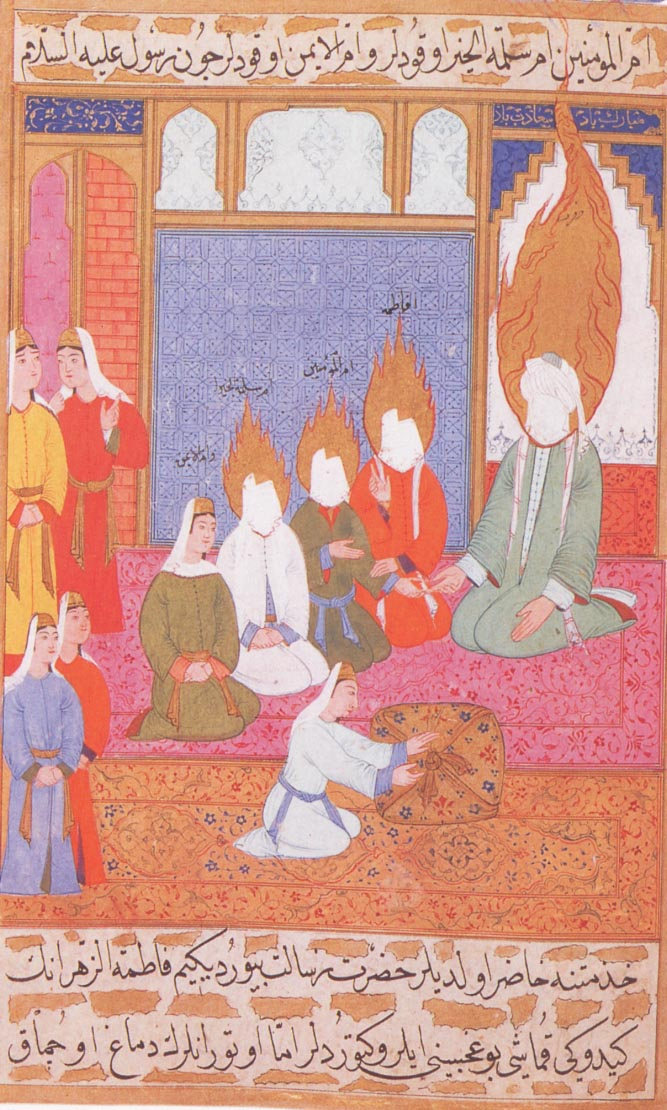
Miniature du XVIe siècle montrant Fatima, la fille de Mahomet, recevant un cadeau. L'artiste a marqué une différence entre les représentations des femmes présentes.

#### Lehidjabcoranique
Le mot « hidjab » est utilisé sept fois dans le Coran. Dans cinq cas, il évoque une barrière d'ordre spirituelle. Dans aucun cas il ne fait référence à un vêtement féminin. Hidjab signifie « séparation », et dans un sens concret, il se traduit la plupart du temps par « rideau » : il est devenu le symbole d'une séparation, même si dans le Coran, il ne signifie pas obligatoirement que ce soit entre les hommes et les femmes. Dans le Coran, le hijab n'a pas forcément un sens physique mais a surtout une connotation métaphorique. Il peut désigner la séparation entre Dieu et les hommes. Dans le Coran, le terme hijab ne fait pas référence aux vêtements.  Ce terme n'évoquera un voile que par une évolution postérieure.

#### Sourate 24, verset 31
« Et dis aux croyantes de baisser leurs regards, de garder leur chasteté, et de ne montrer de leurs atours que ce qui en paraît et qu'elles rabattent leur [khimar] sur leur poitrine ; et qu'elles ne dévoilent leurs charmes qu'à leurs maris, ou à leurs pères, ou aux pères de leurs maris, ou à leurs fils, ou aux fils de leurs maris, ou à leurs frères, ou aux fils de leurs frères, ou aux fils de leurs sœurs, ou aux femmes musulmanes, ou aux esclaves qu'elles possèdent, ou aux domestiques mâles impuissants, ou aux garçons impubères qui ignorent tout des parties cachées des femmes. Et qu'elles ne frappent pas avec leurs pieds de façon que l'on sache ce qu'elles cachent de leurs parures. Et repentez-vous tous devant Allah, ô croyants, afin que vous récoltiez le succès. »

— Coran, XXIV, 31 ; trad. Muhammad Hamidullah.
D'après les données hagiographiques de la vie de Mahomet, cette sourate XXIV serait à dater de 626, mais des éléments y auraient été ajoutés. Cette sourate est, pour les spécialistes, composite. En particulier, pour Bell[Qui ?], le verset 30 est un ajout plus tardif. Dans les versets 30-31, le mot « voile » n'apparaît pas. Le mot traduit par « fichu » ici est le mot arabe « khoumour » (خُمُرِ, au singulier, khimar), qui peut signifier tout drap ou vêtement que portait la femme[réf. nécessaire]. Quant au terme rendu par « poitrine », il s'agit du terme arabe « jouyoub » (جُيُوب), que d'autres traducteurs ont rendu par échancrure, gorge, seins, ou encore décolleté. Le terme jouyoub est utilisé par le Coran au singulier jayb à propos de Moïse (27:12 ; 28:32) dans le sens de l'ouverture de la chemise. Le terme « charmes » ( زِينَة, ornement ou beauté physique, parfois traduit par agrément, atours, ornements, nudité…) a été perçu fautivement par certains juristes comme mot désignant le visage. M. Azaiez précise que cette injonction ne vise que la poitrine et non les visages.  L'élargissement au cheveux provient des « juristes et [d]es exégètes musulmans [qui] ont une conception plus large et considèrent que ce voile doit couvrir non seulement la poitrine mais également les cheveux, les oreilles et la gorge ».
Des parallèles thématiques clairs et des parallèles linguistiques apparaissent entre ce texte et la Didascalie des apôtres malgré certaines différences (la Didascalie ne s'adresse qu'aux femmes). Cette proximité prouve l'existence « d'un environnement légal commun qui suggère que l'auditoire du Coran connaissait la Didascalia syriaque ». Medhi Azaiez compare ces prescriptions à celles du Nouveau Testament.

#### Sourate 33, verset 53
Dans le verset 53 de la sourate 33, le Coran évoque une séparation avec les femmes de Mahomet : « Et si vous leur demandez (aux femmes du prophète) quelque objet, demandez-le leur derrière un rideau : c'est plus pur pour vos cœurs et leurs cœurs. » Mais il s'agirait plutôt de distances et d'obstacles qui interdiraient les contacts directs des invités du prophète avec ses femmes. Cette séparation, d'abord réservée aux femmes de Mahomet, se serait ensuite postérieurement étendue aux femmes musulmanes en général. Van Reeth voit cette disposition comme un possible reflet de l'attitude misogyne d'Umar. Il est possible de voir dans l'évocation du hidjab un arrière plan biblique : l'auteur évoque le voile de Moïse ou le voile eschatologique. Il s'agirait d'un obstacle offusquant la vision de Dieu et non d'une tenue vestimentaire. Néanmoins, ici, il s'agit clairement d'un rideau et ce verset n'est en aucun cas une prescription du port du voile.

#### Sourate 33, verset 59
Les versets 28 à 59 forment la partie la plus complexe de cette sourate, possiblement fortement remaniée et réduite.

« Ho, le Prophète ! dis à tes épouses, et à tes filles, et aux femmes des croyants, de ramener sur elles leurs grands voiles : elles en seront plus vite reconnues et exemptes de peine. Et Dieu reste pardonneur, miséricordieux. »

— Coran, XXXIII, 59 ; trad. Muhammad Hamidullah.
Le terme utilisé dans ce verset (djalâbib, pluriel de djilbab) « est d'origine éthiopienne et désigne un manteau et n'a donc rien d'un voile ». Aussi, quand des éditions traduisent : « dis […] de ramener sur elles leurs voiles » ou « grands voiles », André Chouraqui préfère traduire par « dis […] de resserrer sur elles leur mante ».  Pour Bahar Davary, le terme désigne un "vêtement extérieur ou robe ample et fluide". Ce verset ne précise donc pas quelle(s) partie(s) du corps il faudrait cacher. « La réponse à cette question dépend de la définition adoptée de la ’awra de la femme musulmane libre : son corps entier à l'exception de son œil gauche, sa chevelure... ».
Le verset 59 n'est probablement pas une prescription pour les musulmanes à se voiler. Ce verset évoque seulement les femmes de la famille de Mahomet qui rabattent un bout de leur manteau sur leur visage. Des penseurs se sont interrogés sur le fait de savoir si une prescription faite aux femmes de Mahomet s'appliquait à toutes les femmes croyantes.
Pour Asma Barlas, le djilbab n'a pas pour but de protéger les femmes des hommes mais était un signe distinctif dans une société pour se différencier des esclaves dans une société esclavagiste. Il est davantage une critique de la corruption masculine de la Jahliya qu'une marque d'infériorité morale des femmes tel qu'il est aujourd'hui compris par beaucoup de musulman.
Le verset 69 permet de relier ce passage avec la vie de Moïse « dont nous ignorons également la nature exacte ».

### Dans les hadiths

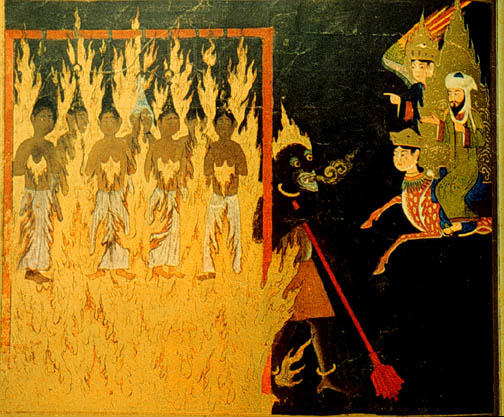
Selon les hadiths inclus dans la légende Miraj, Mahomet visite l'Enfer avec Bouraq et Gabriel et voit que les «femmes sans vergogne» sont punies à jamais pour avoir montré leurs cheveux à des inconnus. (Miniature Iranienne,)

Il existe plusieurs hadiths, avec des variations, sur le thématique du voile féminin. Il est ainsi cité par al-Bukhari et Abu Dawud. Pour Mona Siddiqui, "les rares références à un type de voile spécifique donnent l'impression générale que les femmes adultes se couvraient dans une certaine mesure en public et que cela continuait d'être encouragé comme forme de pudeur publique après l'arrivée de l'islam".  Pourtant, comme dans le Coran, les hadiths ne prescrivent aucune forme spécifique de voile.
Plusieurs traditions attribuées à Mahomet donnent un contexte au verset 53 de la sourate 53, appelé le "Verset du Hidjab", dans lequel il est dit que le fidèle doit, dans la maison de Mahomet, s'adresser à ses femmes à travers un rideau. Elles  attribuent la révélation à une intervention d'Umar. D'après Ibn Abi Hatim et Ibn Abi Shayba, ce serait à la suite d'un contact physique des doigts d'Umar et d'Aisha. Pour Ibn Hanbal, cette révélation serait liée à la volonté d'Umar d'imposer à Mahomet de voiler ses femmes. Il aurait, pour cela, tenté de couvrir de honte Sawda, la seconde épouse de Mahomet. En raison de sa dimension embarrassante pour les sunnites plus tardifs, cette version sera exclut des collections canoniques. Elle aura néanmoins la préférence des shiites. Pour Ibn Shabba et al-Tabarani, Umar aurait réprimandé les femmes de Mahomet en son absence, ce qui aurait fait réagir Zaynab. Par la révélation, Dieu aurait pris le parti d'Umar. Les érudits sunnites ont néanmoins été gênés par ces différents récits qui donne une grande importance à la figure d'Omar, au détriment de Mahomet. Plusieurs autres versions furent donc diffusées, comme celle d'al-Tabari (IXe-Xe siècle) qui attribue l'origine de la révélation à Mahomet et Al-Qurtubı (XIIIe siècle) rejeta ces traditions liées à Umar.

## Fonction du voile

### Une protection
Le voile peut être interprété comme une protection pour la femme et pour l'homme contre le désir sexuel. Le voile permettrait de cacher les atours féminins afin de ne pas attirer le regard des hommes. À l'inverse, les pulsions masculines étant considérées comme incontrôlables[réf. nécessaire], le voile permettrait de ne pas attiser les appétits charnels. Cette interprétation ne figure pourtant pas dans le Coran, qui insiste davantage sur l'exigence de modestie et l'absence de vanité dans la toilette, que sur des impératifs strictement vestimentaires. Il s'agit avant tout, dans le texte, de mettre en garde contre le « clinquant », l'« apparat » de la vie matérielle.

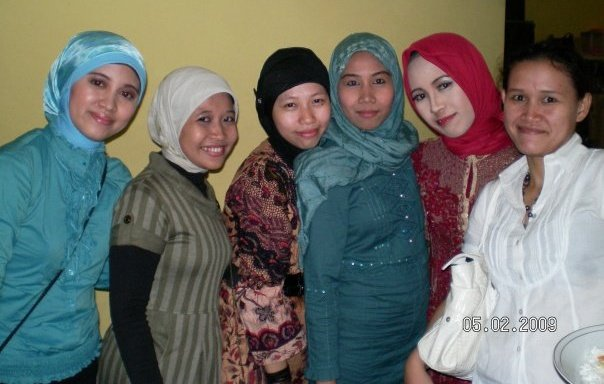
Femmes en Indonésie

### Un marqueur identitaire
Par extension, il pourrait servir de marqueur identitaire. La revendication du voile peut être considérée comme « un repli identitaire » qui dépasse l'aspect religieux vers le politique. En effet, le voile est un marqueur triple de l'appartenance à un sexe, à une religion et à une culture.
Le port du voile peut ainsi être utilisé comme "certificat d'islamité", valorisant un islam pur opposé à un Occident jugé permissif et décadent. Il est aujourd'hui perçu comme un élément marqueur d'une affirmation d'une "normativité musulmane". Il se retrouve détaché du contexte plus large de l'éthique vestimentaire puisque la dimension masculine de celle-ci n'est plus évoqué.
Les femmes qui portent le voile et se couvrent le corps associent cet habillement à une prescription coranique ou prophétique. "Le fait que le Coran ne fasse pas spécifiquement référence au voile tel qu'il est compris et pratiqué de diverses manières aujourd'hui importe peu, car le Coran pouvait tenir pour acquis les pratiques sociales de son époque ou les modifier légèrement". Dans le cadre de cette affirmation, le voile a une dimension à la fois religieuse et politique.

### Un rabaissement des femmes
Le voile est perçu par les conservateurs comme un rappel du rôle social et domestique attribué à la femme. Un féminisme musulman critique le voile comme symbole de subjection. L'Égyptien Kasim Amin considérait ainsi le voile comme la plus "vile des servitude" A la fin du XIXe siècle en Égypte, des femmes s'appuyant sur le Coran considéraient que le voile n'était pas une prescription religieuse. De la même manière, Nazira Zayn al-Din, à Beyrouth dans les années 1920 critiquait les injustices qu'étaient le voile ou la polygamie. Considéré par certains comme un signe d'appartenance librement consenti et par d'autres comme un outil de réclusion et d'humiliation, il soulève des questions largement débattues ou commentées pour des points de vue divergents, s'écartant de la question plus générale de l'éthique vestimentaire dont il relevait traditionnellement. Mais il est combattu par des réformistes qui s'opposent à l'obscurantisme, tels que le Syrien Abd al-Rahman al-Kawakibi, auteur de La femme nouvelle, ou  le Tunisien Taher Haddad, auteur de Notre femme dans la théologie et la société.
Le voile fait l'objet de polémique dépassant le cadre religieux. Il est considéré par certains comme une remise en cause de la dignité de la femme. Il serait une pression exercée sur la femme voire une oppression patriarcale ou masculine qui irait jusqu'à la négation de sa personne. Selon certains, le voile participerait à maintenir la « femme musulmane dans une sorte de réclusion » par un enfermement de leur corps,. Ces derniers pensent qu’il irait à contre-courant du mouvement de l'égalité hommes-femmes et aurait une dimension politique ou idéologique. Selon la chargée de mission pour l'Éducation nationale, Hanifa Chérifi, « Entre le voile [hidjâb] et la burqa, il n’y a qu’une différence de degré, non de nature ».
Selon certains responsables politiques comme Manuel Valls, « le voile est un asservissement pour la femme. » D'autres considèrent qu'il participe d'un rabaissement de la dignité de la femme car il serait un signe de « la nature mauvaise et perverse » de la femme. Marquant une limite entre le masculin et le féminin, il permettrait de limiter l'accès aux femmes « aux institutions de la civilisation ».
Toutefois, nombre de féministes considèrent que les tentatives pour leur imposer ou leur interdire le voile relèvent de la même volonté de contrôle du corps des femmes et de leur socialisation,.

## Le hidjab comme prescription religieuse

### Les interprétations musulmanes des textes
Pendant longtemps, les légistes musulmans, s'appuyant sur le Coran et la Sunna, ont affirmé le caractère obligatoire du port du voile pour les femmes musulmanes. Les légistes musulmans se basent principalement sur la sourate 24 pour conclure à l'obligation, pour les femmes musulmanes libres et nubiles, de porter le voile. Ils se fondent sur le verset 31, qui est pourtant considéré comme « peu clair » par les islamologues et qui impose le respect de la pudeur, tant pour les hommes que pour les femmes, et sur le verset 59 de la sourate 33. Dans le Coran, le voile n'est pas un signe de soumission, ni à Dieu, ni aux hommes. Il désigne avant tout un élément de reconnaissance, « qui est réputé les mettre à l'abri des insultes et autres agressions extérieures ».

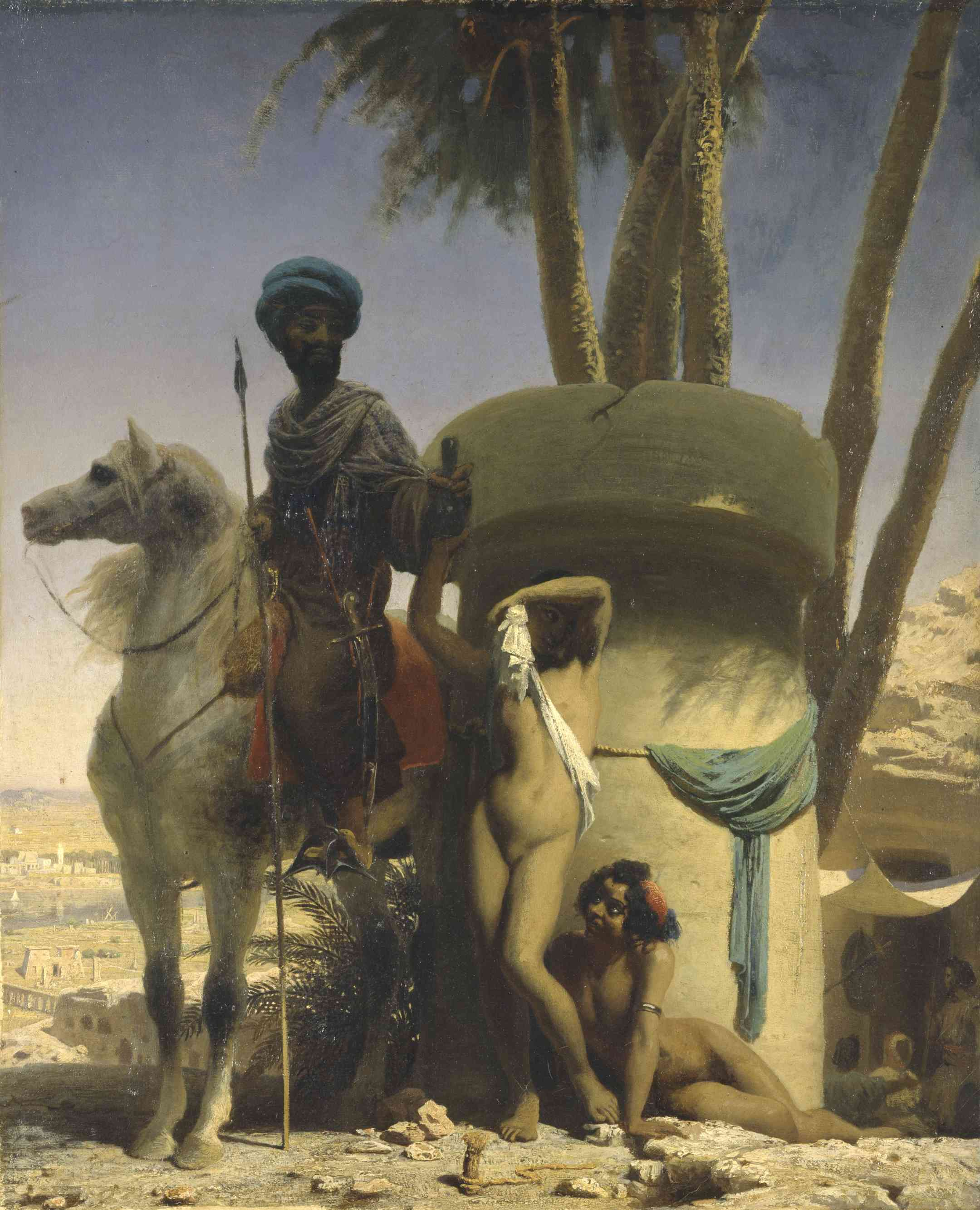
Charles Gleyre, La Pudeur égyptienne, 1838.
Le peintre, selon un poncif orientaliste, représente ici une Égyptienne préférant montrer sa nudité plutôt que son visage.

Selon certains commentateurs, le terme désignerait dans le Coran (sourate 33 verset 53), un obstacle (rideau, paravent, voile, tenture). Dans ce contexte, le terme renverrait plus précisément à une barrière symbolique, à une frontière séparant les Hommes de Dieu, ou à une frontière séparant les croyants des non-croyants. Ainsi, selon Éric Chaumont, dans les sociétés musulmanes, la question a rarement eu l'importance qu'elle revêt aujourd'hui et le thème du voile n'a été abordé généralement dans la littérature musulmane que d'un point de vue théologique.
Bien que les prescriptions vestimentaires n'occupent qu'une place très marginale dans le Coran, cet aspect est mis au premier plan par les traditionalistes qui tentent de clore le débat sur la question en affirmant que l'obligation de voilement n'est contestée par aucune source islamique et que la question ne se pose pas[réf. nécessaire]. Cependant, les libéraux revendiquent ce débat[réf. nécessaire].

### Les limites de la'awra
Le débat et les interprétations portent généralement sur la partie à cacher qui relève de l'interprétation du concept coranique de awra, les parties à dissimuler au nom de la pudeur à la vue des autres, après la puberté, la notion de pudeur étant dialectique : elle se définit objectivement ou subjectivement selon qu'il s'agisse du point de vue du/de la regardé(e) ou du/de la regardant(e). Pour les femmes nubiles, il s'agit, pour la plupart des commentateurs (hanafisme et malikisme), du corps entier à l'exception du visage et des mains, parfois des pieds. Pour d'autres (shafiisme et Hanbalisme), il s'agit du corps entier. Chez les hommes, elle inclut générale le bas ventre et les fesses, ou pour une autre interprétation entre le nombril et les genoux. Pour certains courants[Lesquels ?], la 'awra inclut aussi la parole des femmes qu'elles doivent cacher en public. Cette  'awra change aussi en fonction du statut social, la femme libre n'ayant pas la même que l'esclave.
La plupart des légistes ont conclu à l'obligation de se voiler pour les femmes libres nubiles. Cette obligation est tempérée si elle entre en contradiction avec cette participation à la vie publique. C'est par exemple le cas pour commercer, ce qui ne peut se faire anonymement et nécessite que l'on montre son visage et ses mains.

## Histoire du voile

### Une origine préislamique

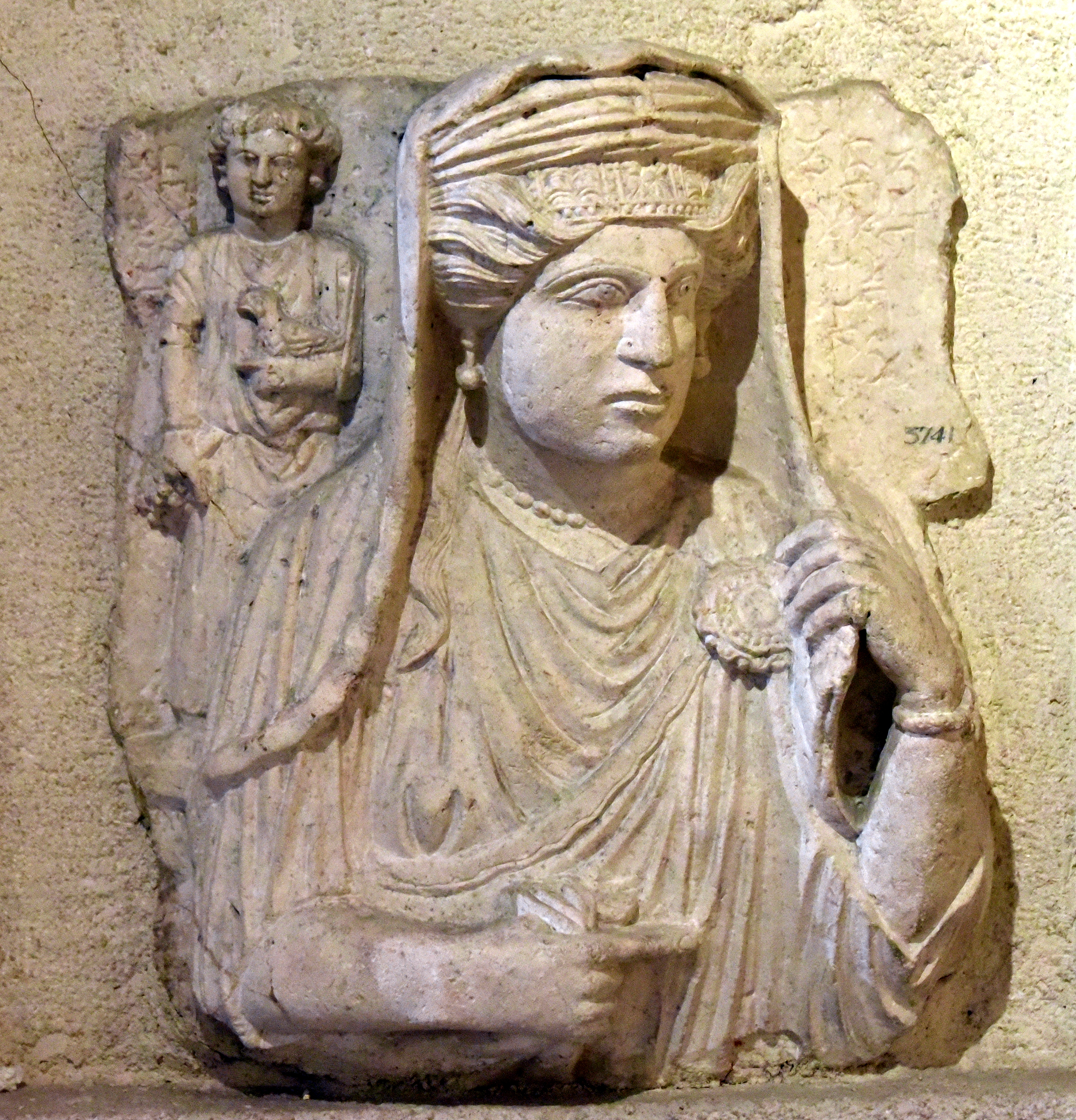
Relief funéraire de Habe, 150-200 apr. J.-C, Palmyre (Syrie). Musée archéologique d'Istanbul (Turquie).

Le voile est d'origine proche-orientale, et bien plus ancien que l'Islam. Les femmes de l’élite de l’ancienne Mésopotamie et des empires byzantin, grec et perse portaient le voile en signe de respectabilité et de statut élevé. Dans l'ancienne Mésopotamie, l'Assyrie avait des lois somptuaires explicites détaillant quelles femmes devaient se voiler et lesquelles ne le devaient pas, en fonction de la classe, du rang et de la profession de la femme dans la société. Par exemple, selon la tablette A 40 des lois assyriennes du roi Teglath-Phalasar Ier vers 1000 av. J.C. , il est une obligation pour les femmes et filles d'hommes libres et interdit aux esclaves et prostituées : 

« Les femmes mariées […] qui sortent dans la rue n'auront pas leur tête découverte. Les filles d'hommes libres seront voilées. La concubine qui va dans les rues avec sa maîtresse sera voilée. La prostituée ne sera pas voilée, sa tête sera découverte. Qui voit une prostituée voilée l'arrêtera […]. Les femmes esclaves ne sont pas voilées et qui voit une esclave voilée l'arrêtera. »

— Loi assyrienne, attribuée au roi Tiglath-Phalazar Ier (1112-1047 av. J.-C.). Tablette A 40.
La question du voile se pose dans les premières communautés chrétiennes. Saint Paul dans la Première épître aux Corinthiens note : 

« L'homme lui ne doit pas se voiler, il est l'image de la gloire de Dieu, mais la femme est la gloire de l'homme… C’est pourquoi la femme doit avoir sur la tête un signe de sa dignité, à cause des anges »
et : « Pour la femme, la chevelure lui a été donnée en guise de voile. »

Pour certains auteurs, le voile islamique s'inscrit dans la continuité du voile préislamique. Pour Leila Ahmed, le port du voile n'était pas généralisé mais était, en Arabie préislamique, une pratique plutôt urbaine et réservée à une catégorie sociale supérieure. Il semblait plus répandu dans les régions limitrophes, telles la Palestine ou la Syrie.
Pour certains historiens, le voile porté sur les cheveux aurait pour vocation de distinguer les femmes esclaves des femmes libres. D’après eux, aux premiers temps de l'islam, dans la ville de Médine, il aurait été ainsi recommandé aux femmes de le porter lorsqu'elles sortaient du domicile, la nuit, pour faire leurs besoins dans la rue - comme c'était l'usage à cette époque - afin que les hommes ne les confondent pas avec des esclaves dont ils pouvaient librement abuser[réf. à confirmer]Le voile n'était donc pas seulement un marqueur de rang aristocratique, mais servait également à « différencier les femmes « respectables » de celles qui étaient disponibles au public »

### Après l'avènement de l'islam

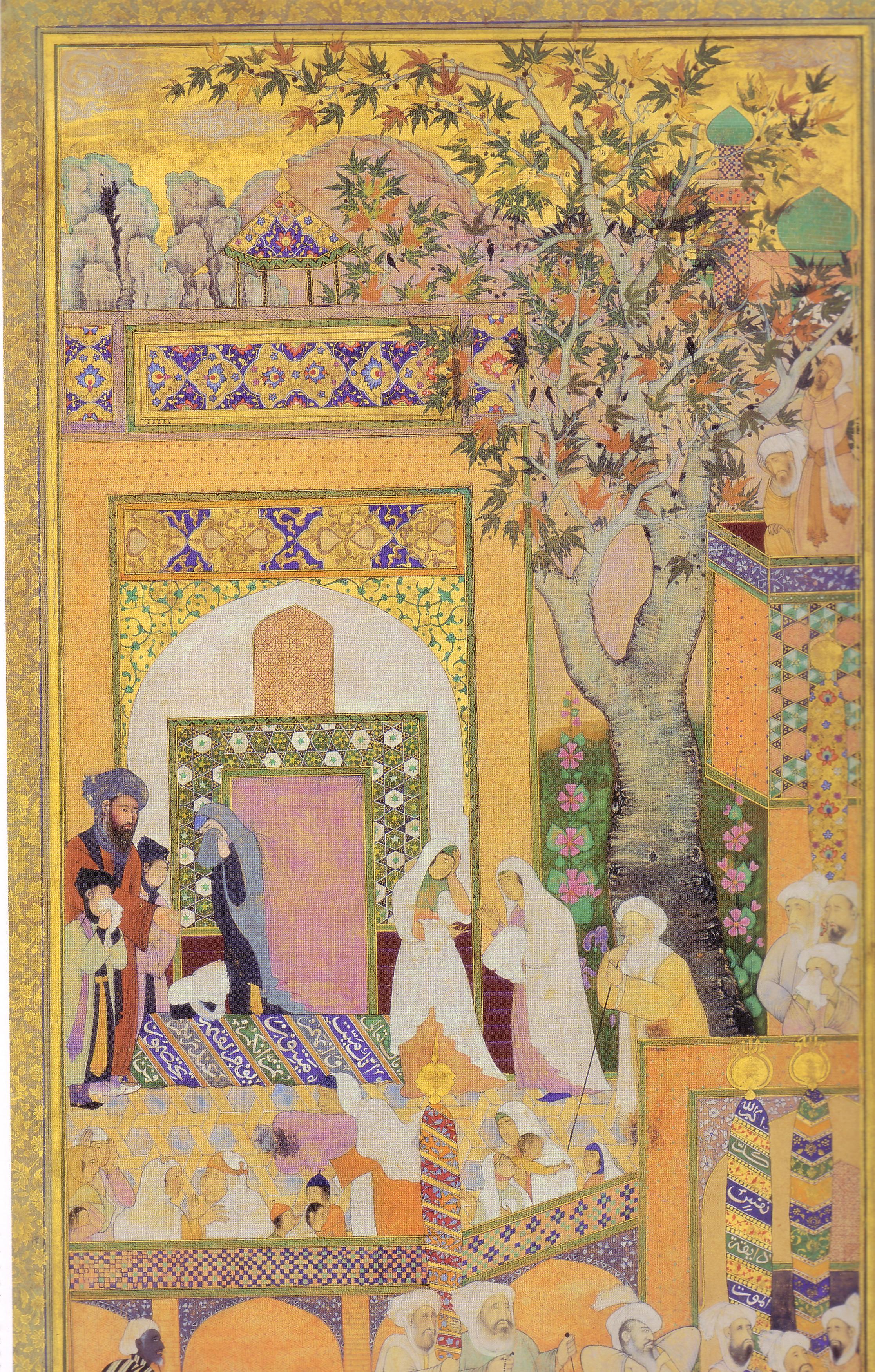
Hazrat Ali et ses fils près du cercueil de Mahomet, manuscrit du XVIe siècle. Plusieurs types de voiles sont visibles.

Reza Aslan soutient que « le voile n'était ni obligatoire ni largement adopté jusqu'aux générations qui ont suivi la mort de Mahomet, lorsqu'un grand nombre d'érudits scripturaires et juridiques masculins ont commencé à utiliser leur autorité religieuse et politique pour regagner la domination qu'ils avaient perdue dans la société à la suite des réformes égalitaires du Prophète ».
Le port du voile s'est progressivement répandu parmi les femmes arabes de la classe supérieure, et il s'est finalement répandu parmi les femmes musulmanes dans les villes du Moyen-Orient. Le port du voile par les femmes musulmanes arabes est devenu particulièrement répandu sous la domination ottomane, en tant que signe de rang. À Istanbul, au XVIIe siècle, de nombreux styles vestimentaires différenciés reflétant les identités géographiques et professionnelles étaient visibles. Les femmes des zones rurales ont été beaucoup plus lentes à adopter le voile, car ces vêtements interféraient avec leur travail dans les champs. Comme le port du voile était peu pratique pour les femmes qui travaillaient, « une femme voilée annonçait silencieusement que son mari était assez riche pour la garder oisive. »
Au XIXe siècle, les femmes musulmanes et chrétiennes des classes urbaines supérieures en Égypte portaient un vêtement comprenant un couvre-chef et une burqa (un tissu en mousseline qui couvrait le bas du nez et la bouche).

### Dévoilement
Le port du voile, à l'origine destiné à distinguer les femmes de bonne famille des esclaves, a été remis en question avec la disparition de cette séparation dans les sociétés modernes. En conséquence, la plupart des grands leaders politiques progressistes du monde arabe en ont déconseillé et « ringardisé » son usage pendant tout le XXe siècle. Ainsi à partir des années 1960, le port du voile ne fut ni imposé et ni spécialement recommandé dans la plupart des pays à majorité musulmane, à l'exception de l'Arabie saoudite (créée en 1932). Les vêtements occidentaux dominaient largement la mode dans les pays musulmans dans les années 1960 et 1970. Cependant, le dévoilement (al-sufûr) rencontra la résistance des campagnes où les femmes continuèrent de porter le voile. Ce n'est qu'au XXIe siècle qu'il est redevenu un enjeu politique majeur, avec la percée de partis politiques islamistes sous l'impulsion de l'Iran et de l'Arabie saoudite.

#### Égypte

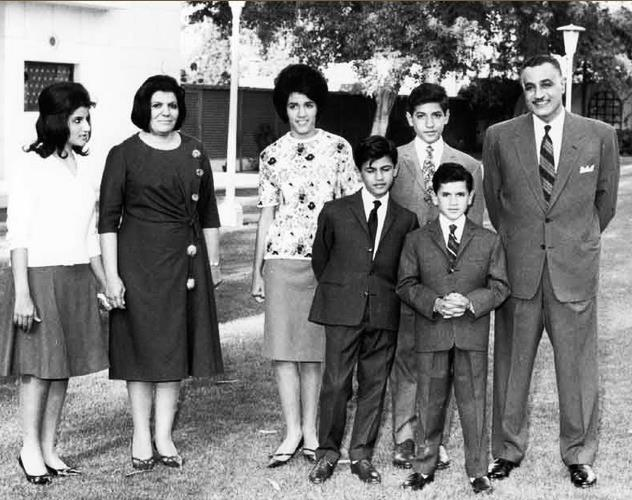
Le président égyptien Gamal Abdel Nasser et sa famille en 1963.

En Égypte, on considère que la première remise en cause du voile a lieu à la fin du XIXe siècle : Qasim Amin, qui appartient alors au courant de pensée moderniste qui cherche à interpréter l'islam pour le rendre compatible avec la modernisation de la société, s'exprime en faveur d'une évolution du statut de la femme dans son ouvrage Tahrîr al-mar'a (La libération de la femme) publié en 1899. Il s'exprime notamment pour l'éducation des femmes, la réforme de la procédure de divorce et la fin du voile et du confinement des femmes. En ce temps-là, Amin fait référence au voile facial (burqu : voile de mousseline blanche qui recouvrait le nez et la bouche) que portent les femmes de classe aisée en ville, qu'elles soient chrétiennes ou musulmanes. Le hidjab d'alors est effectivement lié à l'isolement des femmes. On considère généralement que c'est à ce moment que le hidjab cesse d'être le symbole d'un statut social et de richesse pour devenir un symbole d'arriération, selon ses détracteurs, et un enjeu social, politique et religieux. En 1923, Huda Sharawi, considérée comme l'une des premières féministes arabes, retire son voile facial en rentrant d'une rencontre féministe à Rome, lançant ainsi, d'après de nombreux auteurs, un mouvement de dévoilement (al-sufûr).
Avec la modernisation de l’Égypte au long du XXe siècle, l'usage du voile se raréfie, tout d'abord dans les grandes villes puis dans une large partie de la population. Ainsi, dans les années 1950, le président égyptien et charismatique leader du monde arabe Gamal Abdel Nasser prononce un discours devenu célèbre, dans lequel il ridiculise les Frères musulmans qui voudraient rétablir le port du hidjab dans le pays :

« J'ai rencontré le conseiller général des Frères musulmans. Il a présenté ses demandes. Que demandait-il ? D'abord, m'a-t-il dit, il faut que tu imposes le voile en Égypte, et que tu ordonnes à chaque femme qui sort dans la rue de se voiler. [rires du public ; quelqu'un lance "qu'il le porte lui-même !", rires, applaudissements.] Je lui ai répondu que c'était revenir à l'époque où la religion gouvernait, et où on ne laissait les femmes sortir qu'à la nuit tombée. Moi, à mon avis, chacun est libre de ses choix. […] Je lui répondis : monsieur, vous avez une fille à la faculté de médecine, et elle ne porte pas le voile. Pourquoi ne l'obligez-vous pas à le porter ? [rires du public, applaudissements.] Si vous n'arrivez pas à faire porter le voile par une seule fille, qui plus est la vôtre, comment voulez-vous que je le fasse porter à 10 millions d'Égyptiennes ? »

— Président Gamal Abdel Nasser, 1954.

#### Maghreb
En Tunisie, au tournant des XIXe et XXe siècles, le mouvement des Jeunes Tunisiens milite pour l'abolition du voile. Habib Bourguiba, président du pays de 1957 à 1987, dénigre le vêtement dans ses discours (le qualifiant tour à tour de « linceul noir », de « misérable chiffon » et d'« épouvantable suaire »), l'arrache à des jeunes femmes devant les caméras de télévision et fait interdire son port dans les écoles et les administrations publiques avec la circulaire no 84 du 22 septembre 1981,,,. L'enseignante Hind Chelbi, qui refuse de se plier à cette dernière mesure, est connue pour avoir prononcé, devant Bourguiba, un discours retransmis à la télévision dans lequel elle critiquait ouvertement sa politique féministe, jugée irrespectueuse des traditions islamiques du pays.
Au Maroc à l'avènement de l'indépendance, le roi Mohammed V, roi de 1957 à 1961 et père de Hassan II, demande à sa propre fille d'ôter le voile en public, comme symbole de la libération de la femme[réf. souhaitée]. Au sein de l'armée royale du Maroc, le port du voile n'est pas autorisé au regard de l'égalité entre les sexes.

##### Algérie
Avant l'Algérie française, il n'était pas dans la culture musulmane d'envoyer les filles à l'école[réf. nécessaire]. Après des débuts difficiles où très peu de musulmans étaient scolarisés, en 1944, un décret étend à l'Algérie l'obligation scolaire pour les enfants de 6 à 13 ans. Les filles se mettent à affluer vers les écoles. Pour la plupart elles ne portent pas le voile en classe, en raison de leur âge et de l'absence de mixité,. Ce début de scolarisation et la cohabitation croissante des deux communautés, a entraîné une évolution de la société arabe. Cette transformation progressive des mentalités était due non seulement à l'école mais aussi à l'armée et à la politique d'intégration du gouvernement français. En 1958, de nombreuses musulmanes arrachent leurs voiles et les brûlent derrière les grilles du Gouvernement général sous les applaudissements des pieds-noirs qui les encouragent à se dévoiler. Cependant, il s'agit en réalité d'une mise en scène signée des militaires français du cinquième bureau,.
Après la guerre d'Algérie, le front de libération nationale (FLN), mouvement qui rejetait absolument l'athéisme et n'était pas ouvertement laïque, et a fortement contribué à l'indépendance de l'Algérie, a progressivement stoppé le dévoilement des musulmanes[réf. nécessaire], même si un grand nombre de femmes continue dans les villes à se libérer des contraintes vestimentaires. La libéralisation des mœurs en occident et mai 68 ont probablement contribué au dévoilement des algériennes et des femmes des autres pays arabo-musulmans. À l'inverse, l'influence grandissante de mouvances fondamentalistes venues du Moyen-Orient a poussé à un mouvement de « revoilement » des Algériennes et des femmes des autres pays arabo-musulmans. L'imame Kahina Bahloul témoigne « j’ai vu cette transformation sociale dans l’Algérie des années 90, avec l’arrivée des courants fondamentalistes, qui ont diffusé l’idée que pour être une bonne musulmane, il fallait porter le voile, allant jusqu'à culpabiliser les femmes de s’habiller normalement ».
En 2016, Jean-Pierre Sereni considère dans Orient XXI que « le discours n’a pas changé et le thème de l’émancipation féminine a presque disparu du champ politique algérien ».

#### Afghanistan
En Afghanistan, le port du voile est rendu facultatif en 1959 par décret royal pris par Mohammad Zaher Shah. Les femmes des milieux aisés, intellectuels ou diplomatiques seront nombreuses à Kaboul, notamment, à profiter de cette largesse. Les talibans, au pouvoir de septembre 1996 à novembre 2001 rétablirent l'obligation du port du tchadri.
À la libération du pays par les Américains, les Britanniques et les Français, notamment, des femmes à Hérat, Mazâr-e Charîf et particulièrement Kaboul abandonnèrent à nouveau le tchadri pour ne conserver qu'un simple foulard sur la tête. Dans les écoles, les collèges et les lycées, les élèves portent un uniforme veste/pantalon généralement noir et un foulard blanc ; leurs femmes professeurs portent un uniforme vert clair ou gris et aussi un foulard.
Après le départ des troupes américaines, et malgré ses promesses initiales, le nouvel « Émirat islamique » est revenu à l'interprétation la plus rigoriste de ce qu'il considère comme la loi musulmane, en imposant le port du voile intégral aux femmes dans les lieux publics.

#### Turquie
En Turquie et en Iran, le dévoilement est imposé au début du XXe siècle par Mustafa Kemal Atatürk et le chah d'Iran, qui voient l'adoption de la tenue occidentale comme un signe de modernisation. Le voile est alors interdit dans l'administration et l'école turques. La Turquie était de 1928 à 2008 le seul pays à majorité musulmane à avoir interdit le port du voile dans ses universités. Cette idée ne survivra pas au tournant islamiste de Recep Tayyip Erdoğan, dont la femme Emine est voilée, qui encourage le port du voile, et en février 2008 la Grande Assemblée nationale de Turquie, dominé par le Parti de la justice et du développement (AKP), vote une loi autorisant les femmes à porter le voile dans les universités. Cet amendement est cependant annulé par la Cour constitutionnelle, qui interprète la laïcité dans le sens de l'interdiction du voile sur la base de l'article 2 de la Constitution. En décembre 2010, le gouvernement turc met fin à l'interdiction du port du voile dans les universités et les écoles, mais il reste interdit pour les fonctionnaires,.

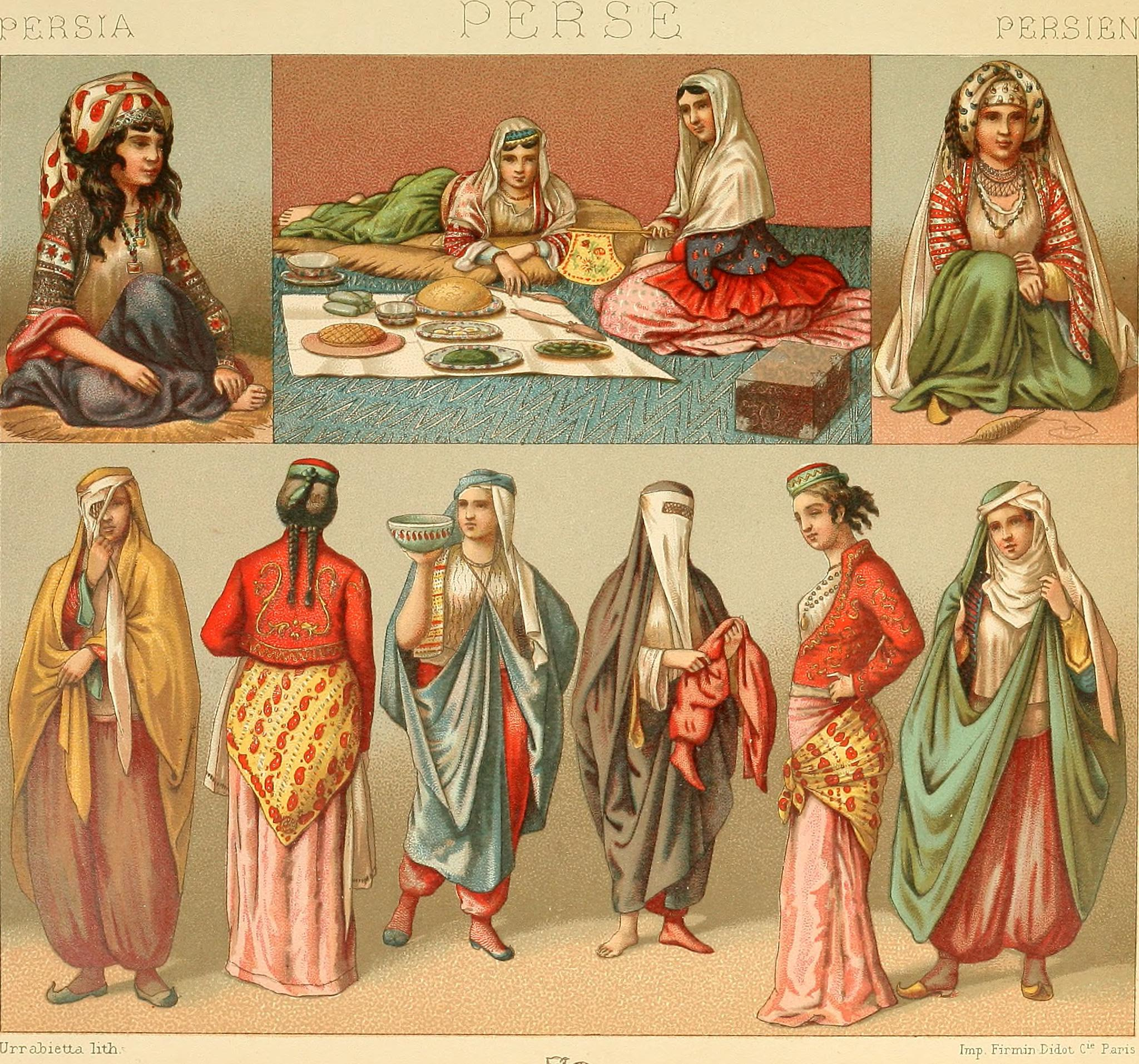
Costumes divers de la femme perse (Iran), vers 1888

#### Iran
Le Kashf-e hijab est une loi de 1936, votée sous le gouvernement de Mohammad Ali Foroughi puis celui de Mahmoud Jam, sur une proposition de l'empereur Reza Chah. Cette loi abolit et prohibe, s'il le faut par la force, l'utilisation des voiles traditionnels pour les femmes iraniennes. Le gouvernement inclut cette mesure dans un programme d'évolution des droits de la femme et d'occidentalisation et modernisation de la société,,.

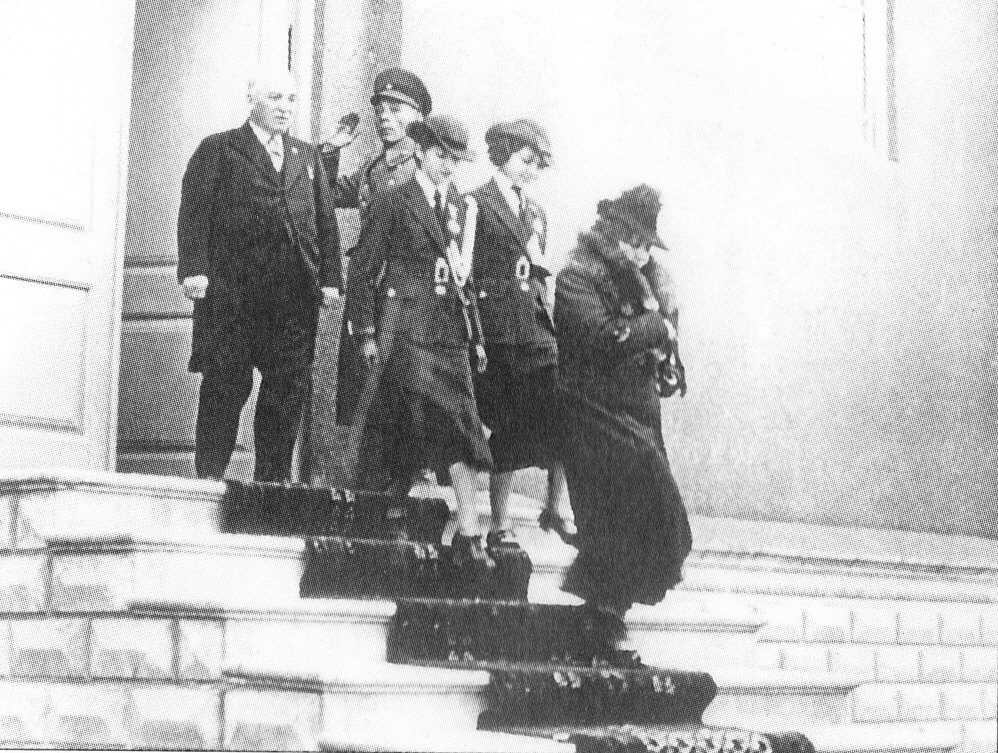
La reine Tadj ol-Molouk et ses filles, le 8 janvier 1936, lors de la cérémonie d'obtention de diplôme des étudiantes de la faculté préliminaire.

Très critiquée, cette loi est probablement la plus controversée du règne de Reza Shah. Son impact, ou plutôt sa perception populaire varie beaucoup selon les sources ; si après la promulgation de la loi en 1936, le 8 janvier (17 Dey) en Iran devint la Journée de la Femme, la Révolution islamique changea la donne après 1979. Aujourd'hui, en Iran, ce phénomène est considéré comme une atteinte à la liberté et à la dignité de la femme (musulmane), et une provocation ainsi qu'un crime contre l'Islam (chiite),.
À la suite de la révolution islamique de 1979, en 1983, le port du voile en public est redevenu obligatoire pour toutes les femmes en Iran (tandis que l'Arabie saoudite oblige les femmes non musulmanes à porter l'abaya sans qu'elles soient obligées de se couvrir les cheveux). En avril 2007, la police iranienne a interpellé des dizaines de contrevenantes et a distribué 10 000 avertissements.
« Entre janvier 2018 et août 2019, 32 femmes ont été arrêtées pour avoir enlevé publiquement leur foulard et commis d'autres actes de désobéissance civile contre le port du hijab obligatoire ; sur cette période et pour des refus de hijab, 12 femmes ont été condamnées à des peines allant de six mois à 33 ans de prison, indique le Centre des Droits de l'homme en Iran (CHRI) ». En août 2019, Saba Kord Afshari est condamnée à 24 ans de prison pour avoir enlevé son voile en public.
En janvier 2020, la championne d'échecs iranienne Mitra Hejazipour, retire son hijab en plein tournoi d'échecs à Moscou, ce qui entraîne son renvoi immédiat de l'équipe nationale sous l'égide de laquelle elle jouait depuis douze ans,. Dans le même esprit, l'actrice Sadaf Taherian quitte le pays en 2015 pour protester contre l'obligation d'en porter.

En septembre 2022, une jeune femme de 22 ans, Mahsa Amini, décède après trois jours de coma à la suite de son arrestation par la police des mœurs du fait qu'elle ne respectait pas strictement le code vestimentaire (ses cheveux n’étaient pas entièrement couverts par son foulard). Une manifestation de protestation est organisée dans le nord-ouest du pays et est dispersée par des jets de grenades lacrymogènes. Par solidarité et en signe de protestation, des femmes s'affichent sur les réseaux sociaux en train de se couper les cheveux ou de brûler leur voile islamique. Devant l'ampleur prise par le mouvement de protestation, en décembre, une révision de la loi de 1983 est annoncée, puis le procureur général affirme que la police des mœurs a été abolie. Mais cette information n'est pas confirmée. Au contraire, on constate peu de temps après une reprise de la surveillance de la stricte application du code vestimentaire. En janvier 2023, les autorités annoncent de la fin de toute forme de tolérance dans ce domaine ; la police reçoit des consignes de fermeté en matière d'infractions au port du voile. Elle aurait même recours à des technologies de reconnaissance faciale pour identifier celles qui ne respectent pas strictement la loi,. À partir d'avril 2023, les mesures de rétorsion à l'égard des femmes qui enfreignent la loi sont durcies. Celles qui sont observées sans hijab au volant reçoivent un SMS leur interdisant de conduire pendant 15 jours sous peine de confiscation de leur véhicule. Plusieurs condamnations mènent à des peines à caractère vexatoire : travaux de nettoyage, toilette des morts ou séances de thérapie pour « comportement anti-social » sont imposés. Les commerces qui ne font pas respecter le code vestimentaire sont identifiés, dénoncés aux autorités judiciaires, éventuellement fermés. La « police des mœurs » (Gasht-e Ershad), créée en 2005, fait son retour. La seule différence est que ses patrouilles se déplacent désormais à bord de véhicules blancs, sans aucune inscription, mais leurs prérogatives sont les mêmes : faire appliquer la loi sur le port du hijab.

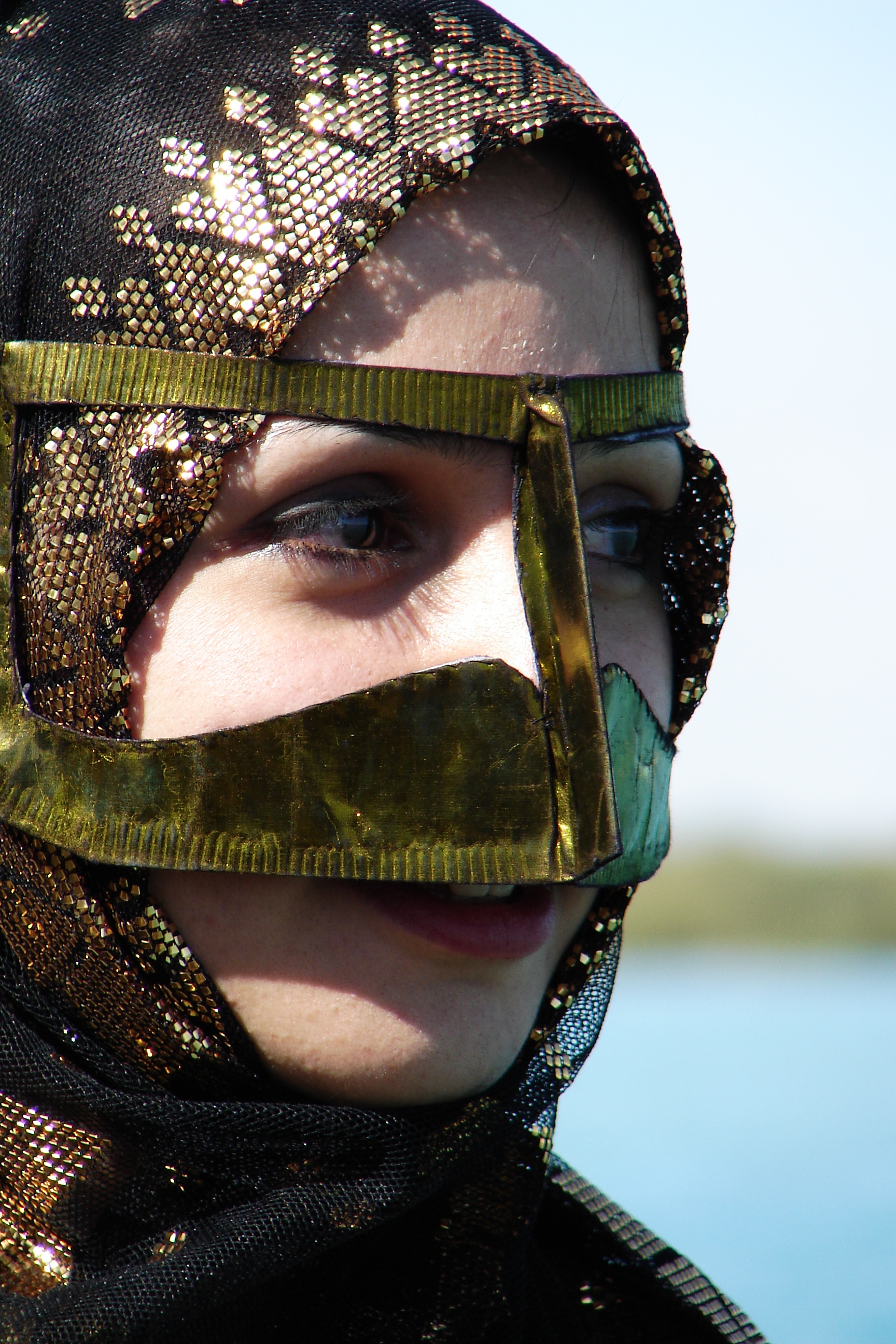
Femme iranienne du sud (Bandari) portant un hidjab fixé par un battula en métal.

#### Arabie Saoudite
Le prince héritier Mohammed ben Salmane a donné des signes de volonté d'ouverture. En mars 2018, il a déclaré que le vêtement noir traditionnellement porté par les femmes saoudiennes, l'abaya, n'était pas obligatoire. Cette déclaration n'a pas été suivie d'effets dans la loi. Mais les observateurs constatent que les Saoudiennes portent plus souvent des abayas colorées ou bien ouvertes par-dessus leurs vêtements. En 2020, une nouvelle loi sur la tenue vestimentaire ne mentionne plus l'obligation de porter le hijab, de sorte que la condition des femmes en Arabie saoudite n'a rien de comparable à ce qu'elle est en Iran. La police religieuse, dont le rôle était semblable à celui de la police des mœurs iranienne, n'a plus aucun pouvoir, et le nombre de Saoudiennes qui ne portent pas de hijab va croissant.

## Retour du hidjab aujourd'hui

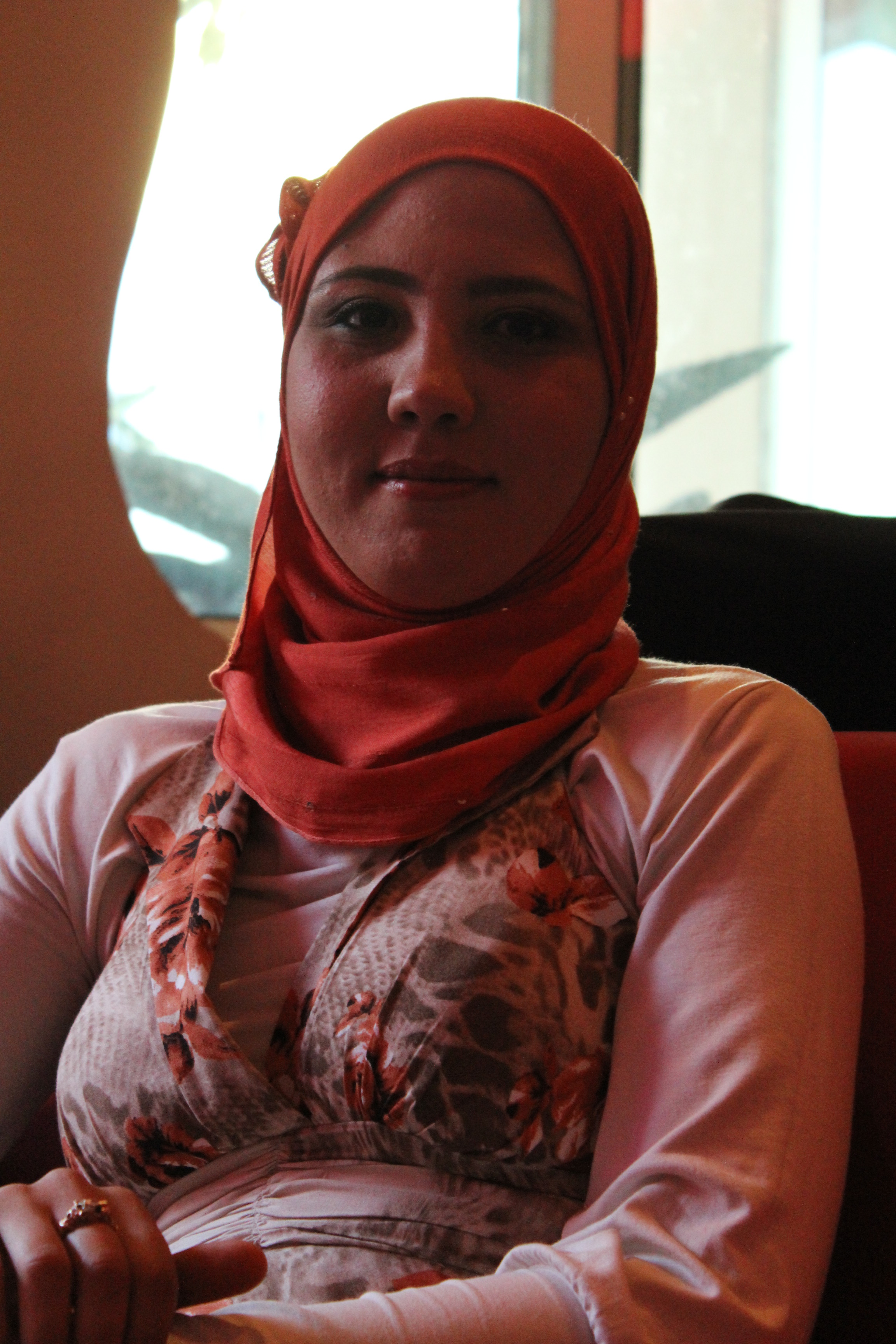
Tunisienne voilée en 2014

Depuis les années 1970, le port du voile fait son retour dans de nombreux pays : ce processus est appelé « revoilement ». Plusieurs raisons peuvent être avancées pour expliquer cette évolution : d'abord, les femmes musulmanes sont davantage présentes dans l'espace public. Lucette Valensi parle également d'islamisation des consciences par les fondamentalistes islamistes : le port du voile serait une réaction contre la licence qui règne en Occident. À Gaza, les émissaires de l'organisation Hamas (considérée comme terroriste par l'Union européenne) promeuvent le port du hijab auprès des petites filles des écoles primaires palestiniennes. En France, certaines jeunes filles musulmanes se voilent pour se distinguer socialement de leurs mères et des non-musulmanes.

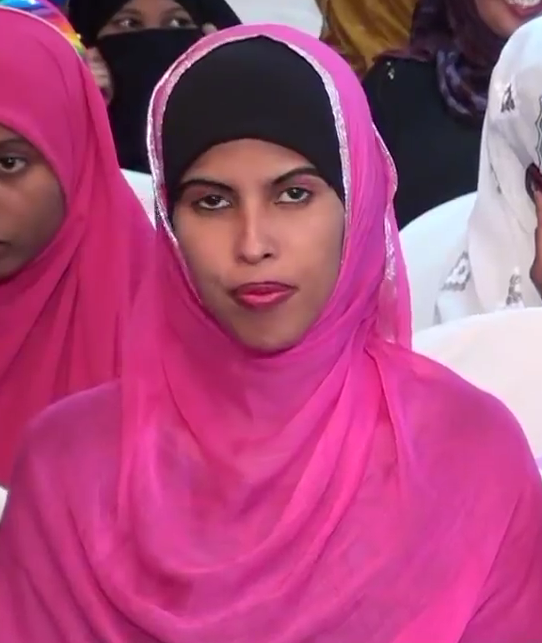
Jeune femme somalienne portant un hidjab en 2013.

Depuis quelques années, la question du voile est devenue l'objet d'un large débat, l'importance des codes vestimentaires sharaïques se posant de manière paradigmatique dans le cadre de la réaffirmation de la normativité musulmane face à l'influence supposée néfaste des mœurs et discours permissifs occidentaux. Ainsi, dans nombre de pays à majorité musulmane où il était l'exception, comme l'Égypte et la Turquie, il tend à se généraliser depuis le milieu des années 1980.
Celui-ci se diversifie au fur et à mesure que cette nouvelle manière de se couvrir la tête se répand si bien que hidjab ne désigne plus seulement la tenue traditionnelle, mais l'ensemble des nouvelles manières de se voiler adoptées, principalement par les femmes appartenant à la classe moyenne au cours des années 1970 et 1980, et dont la tenue est devenue courante dans l'ensemble du monde arabe et du monde musulman.
Le terme renvoie à une diversité de phénomènes : le hidjab n'est pas le même et n'a pas le même sens en Arabie saoudite, dans la Turquie laïque ou en France.
Ainsi, une nouvelle catégorie de hidjab moderne a vu le jour surtout en Turquie : des tenues hidjab abordant des lignes modernes mais sobres, et conformes aux préceptes de l'Islam ayant trait au prêt-à-porter féminin. Cela représente un nouveau marché commercial et des habitudes qui n'existaient pas avant, mais également critiqué en France,.

### Polémiques

#### En Europe
En 2016, quand plusieurs grandes marques (Dolce et Gabbana, H&M, Uniqlo…) ont commercialisé des vêtements islamiques tels des « burkinis » et des hijabs, à grand renfort de publicité, les professionnels de la mode, les féministes, les politiques, les penseurs se sont divisés sur cette « mode islamique » opportuniste, son marché et le sens de sa visibilité, certains la soutenant et d'autres appelant même au boycott de ces marques,,,,.

#### En France
Les circonstances entourant le port du voile en public sont communément appelées les « affaires du voile islamique ».

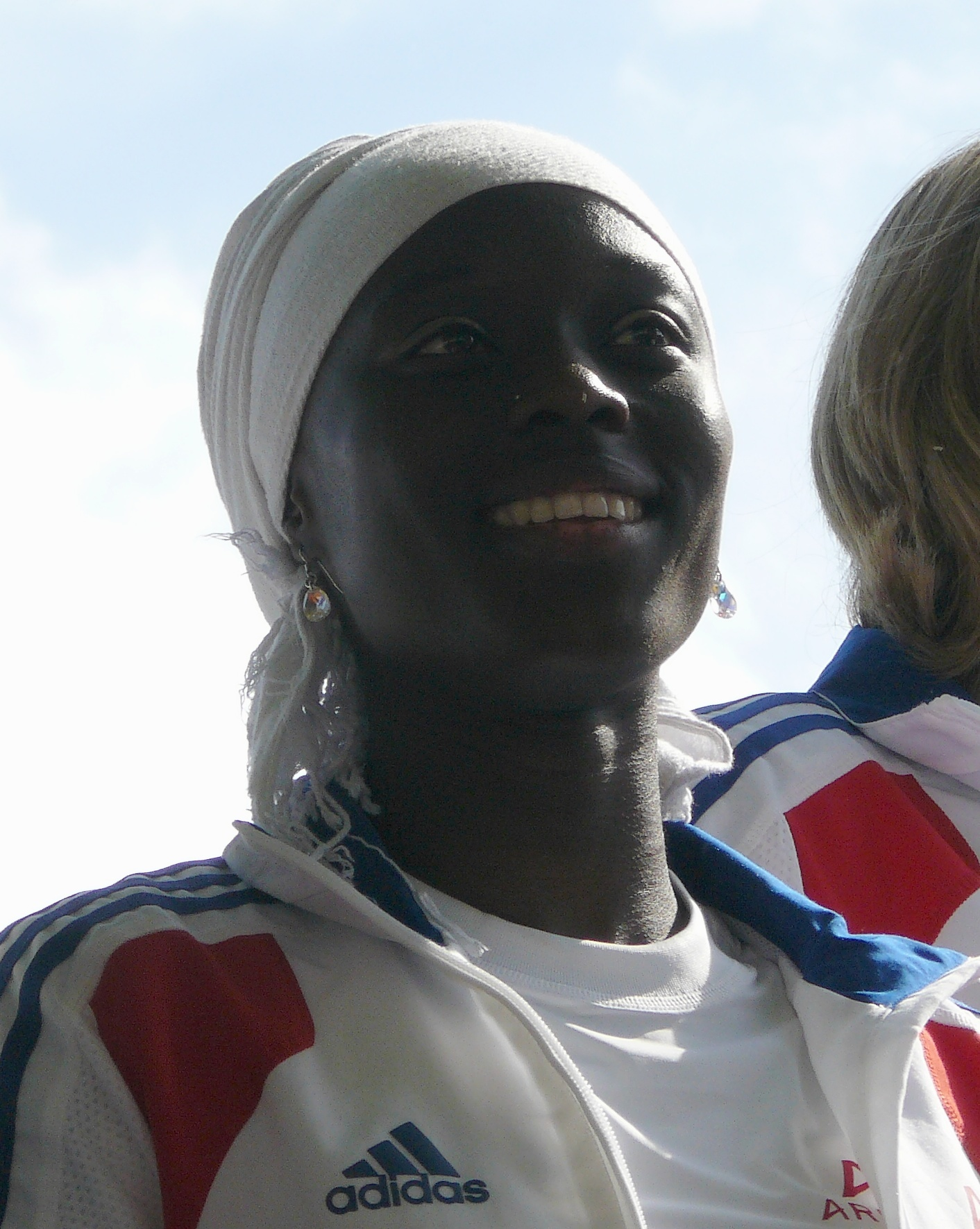
La sprinteuse française Myriam Soumaré sur les Champs-Élysées en 2010.

Le 5 juillet 2012, l'IFAB décide d'autoriser le port du voile ou hidjab dans les compétitions sportives. Cette décision est aussitôt critiquée par les associations féministes et partis politiques. La Fédération française de football a annoncé qu'elle « n'autorise pas les joueuses à porter le voile » en sélection nationale ou dans ses propres compétitions,.
En février 2019, Decathlon suscite la polémique en annonçant vouloir commercialiser en France un hidjab de course. Plusieurs personnalités politiques, comme la ministre de la Santé Agnès Buzyn, le président du Modem François Bayrou, la députée du Parti socialiste Valérie Rabault ou la porte-parole des Républicains Lydia Guirous s'indignent et appellent au boycott de l'enseigne. Face au tollé, Decathlon finit par reculer.
En octobre 2019, Julien Odoul, élu Rassemblement national au conseil régional de Bourgogne-Franche-Comté, proteste contre la présence d'une mère voilée qui accompagne un groupe d'enfants venu assister à une séance. L'événement ranime le débat sur le port du voile islamique lors des sorties scolaires et sur l'application des règles de la laïcité dans l'espace public.
Alors qu'un important débat médiatique se met en place à l'automne 2019, un collectif de 100 musulmans précise dans les colonnes du magazine Marianne les différences entre voile et Islam :

« Il est grand temps que nos compatriotes sachent que le port du voile ne fait pas l'unanimité, chez « les » musulmans. Il ne relève pas du culte, contrairement au jeûne du Ramadan ou aux cinq prières quotidiennes. Il n'est pas un « signe religieux » puisque l'islam réprouve tout fétichisme matériel. L'islam se vit dans le cœur, pas sur la tête. D'ailleurs, « les » musulmans, cela n'existe pas. Il y a DES musulmans, DES pratiques, DES interprétations, et DES convictions. Ces clivages et oppositions existent depuis le VIIe siècle.
Nous, signataires de ce texte, affirmons haut et fort que le port du voile est le signe ostentatoire d'une compréhension rétrograde, obscurantiste et sexiste du Coran. Voiler les femmes, c'est stigmatiser leur présence dans l'espace public. Faire d'elles des citoyennes assignées à la scandaleuse identité de « subordonnées au désir supposé des hommes ». Or, notre beau pays lutte pour aller vers toujours plus d'égalité entre les sexes. Le sexisme et la diabolisation du corps des femmes sont contraires à nos idéaux. »

— appel de 101 musulman(e)s de France, Marianne, 22 octobre 2019
En 2021, une campagne du Conseil de l'Europe, cofinancées par l'Union européenne, défendant le port du hidjab est accusée de promouvoir le voile islamique. En effet, cette campagne proposait des portraits de plusieurs jeunes femmes, voilées sur une seule moitié de l'image, avec un message, en anglais, qui indiquait : « beauty is in diversity as freedom is in hijab » (« la beauté est dans la diversité comme la liberté est dans le hijab ») et « how boring would be the world if everyone would look the same? celebrate diversity et respect hijab » (« À quel point le monde serait-il ennuyeux si tout le monde se ressemblait ? Célébrons la diversité et respectons le hijab »),,.
Gabriel Attal, alors porte-parole du gouvernement, dénonce « une campagne identitaire allant à l’encontre du bon sens ». Il indique qu'« il ne faut pas confondre la liberté religieuse, avec la promotion, de facto, d'un signe religieux ». Sarah El Haïry, alors secrétaire d'État chargée de la Jeunesse et du Service national universel, indique que « la campagne est choquante car elle prône une vision identitaire, communautariste et est à l'opposé même de la vision de la France ».
Face a cette controverse, le Conseil de l'Europe supprime une vidéo liée à cette campagne.

#### En Iran

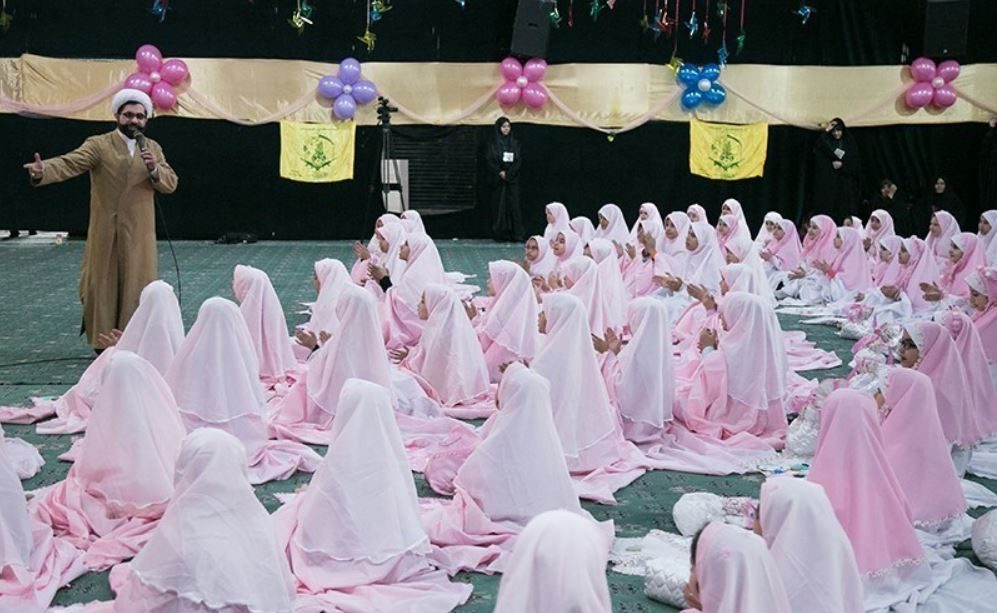
Célébration d'un martyr par des fillettes iraniennes tout en rose, 2018

Dès mars 1979, l'ayatollah Khomeyni annonce que le port du voile est obligatoire dans les lieux publics. Le Code pénal intègre cette obligation en 1983 et définit les sanctions en cas de non-respect de la loi, qui s'applique aux jeunes filles à partir de l'âge de neuf ans. Mais en pratique, c'est dès sept ans que le port du hijab est imposé.
En 2017, la coache de la Fédération internationale des échecs (FIDE), Dorsa Derakhshani, se voit « interdire par la Fédération iranienne d’échecs de jouer pour l’équipe nationale après avoir joué au championnat de Gibraltar de 2017 sans porter de foulard ».
En janvier 2020, la championne d'échecs (Grand maître féminin du top 100 des joueurs mondiaux féminin) de 27 ans de la république islamique d'Iran, Mitra Hejazipour, retire son hijab en plein tournoi d'échecs à Moscou, ce qui entraîne son renvoi immédiat de l'équipe nationale sous l'égide de laquelle elle jouait depuis douze ans. Hejazipour déclare qu'elle avait décidé « de ne plus participer à cet horrible mensonge et de ne plus jouer au jeu de "Nous aimons le hijab et n'avons aucun problème avec lui" »,.
Alors que le régime durcit la loi, en 2023, l'universitaire Sedigheh Vasmaghi, ancienne professeur de fiqh à Téhéran, affirme dans une lettre ouverte au Guide suprême Ali Khamenei que le Coran ne justifie aucunement ces règles strictes.
À la suite du « mouvement Mahsa », le gouvernement prépare une nouvelle loi, dénommée loi sur le hijab et la chasteté, qui durcit les dispositions à l'égard des femmes qui ne respectent pas strictement le code vestimentaire. La loi, appliquée à partir du 5 juillet, prévoit pour les femmes dont la tenue est jugée inappropriée une amende, qui peut être accompagnée d'une interdiction de quitter le pays et d'une interdiction de s'exprimer sur les réseaux sociaux. La loi prévoit en plus, pour les célébrités, la possibilité de leur interdire leur activité professionnelle,. L'ancien président libéral Mohammed Khatami a exprimé des critiques à l'égard de cette loi, soulignant le fossé qui se creuse entre les dirigeants et les aspirations de la société iranienne.

#### En Afrique
En décembre 2015, le président de la Gambie Yahya Jammeh décide d'imposer aux femmes fonctionnaires de se couvrir :

« Tout le personnel féminin au sein du gouvernement, des ministères, des départements et des agences gouvernementaux n’est plus autorisé à montrer ses cheveux pendant les heures de travail officielles à compter du 31 décembre 2015. Le personnel féminin est appelé à se couvrir les cheveux et à les attacher. »

Cette décision est à contre-courant des autres pays d’Afrique subsaharienne : le Congo Brazzaville interdit le voile intégral en mai 2015, imité les semaines suivantes par le Tchad, le Cameroun, le Niger et le Gabon, notamment en réaction à des attentats-suicide de femmes de Boko Haram portant cette tenue.

#### En Suède

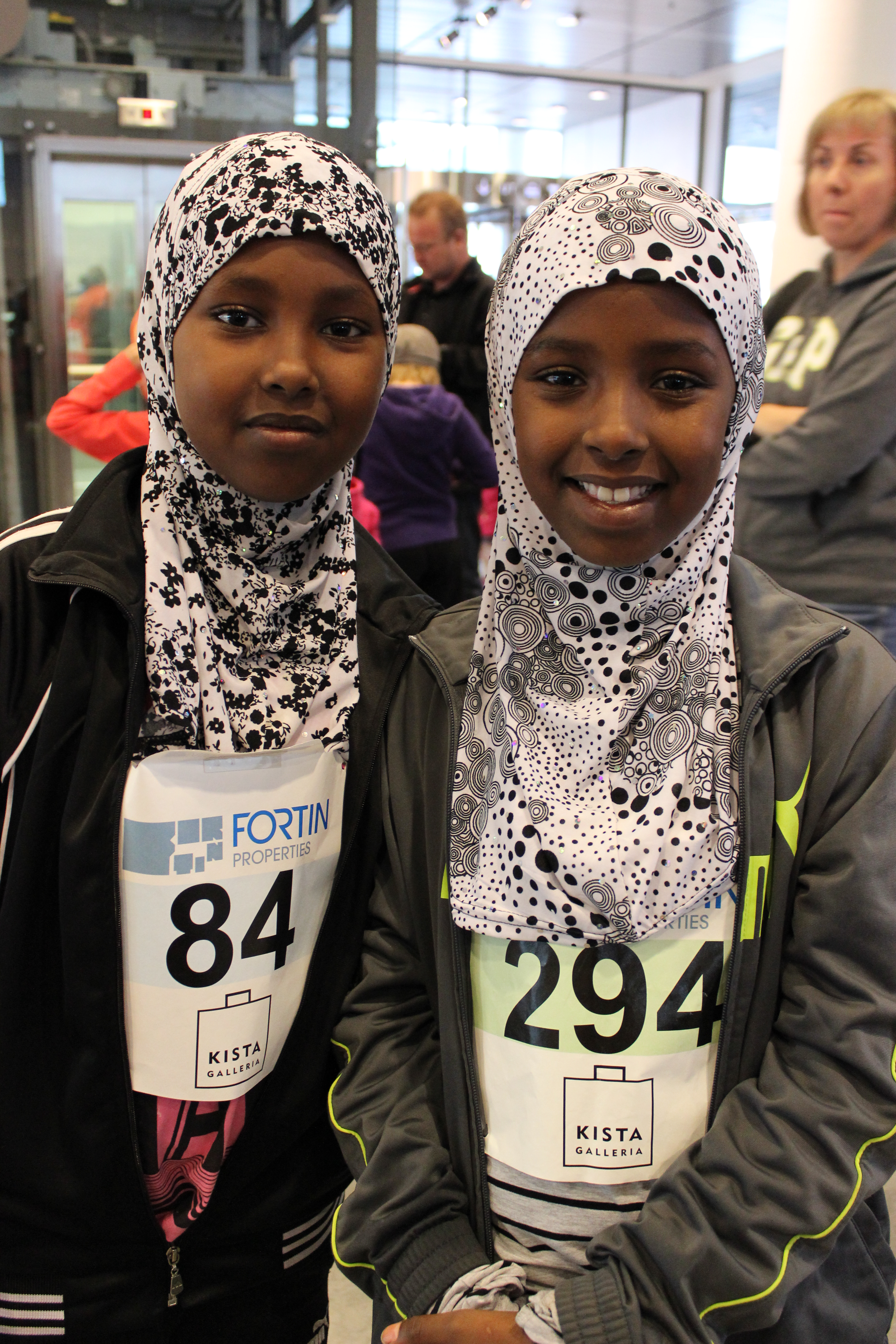
Marathon des enfants à Kista, Suède, 2012

« En janvier, les lectrices de l'édition suédoise du magazine Elle ont décerné la palme du « Look of the Year » à Imane Asry, une blogueuse mode qui porte le hijab et est suivie par 150 000 « followers » sur Instagram. « Ce prix est décerné à toutes celles d'entre nous qui n'apparaissent jamais dans les magazines de mode… Il y a là une forme de reconnaissance qui montre que l'industrie de la mode doit normaliser le hijab, il est plus que temps… », a déclaré Asry à Elle ». Ainsi, « les citoyennes d'une nation qui se proclame féministe attribuent le prix à une femme qui porte le hijab, alors qu'une étude commandée par les autorités suédoises a confirmé que pour de nombreuses femmes et enfants en Suède, le port du hijab est généralement contraint », : l'islam radical se diffusant dans plusieurs villes suédoises, « des parents… imposent le voile à leur fillette de trois ans » ; des enseignants imposent le voile aux élèves qui veulent l'ôter, pour respecter les convictions de leurs parents ; d'autres enseignantes non musulmanes arborent le hijab pour protester contre l'interdiction des autorités de la commune de Skurup de porter le voile à l'école ; décision municipale qualifiée de « raciste » par le président de l'organisation Jeunes musulmans de Malmö… Depuis, le nouveau parti islamique suédois Nyans (en) (Nuance) a notamment pour but d' « interdire » tout débat sur l'interdiction du hijab.

#### En Indonésie
En Indonésie, pays à large majorité musulmane (90 %), où la réglementation des écoles publiques proscrivait le hidjab dans les années 1980, l'ONG Human Rights Watch indique en 2021 que des pressions sociales et réglementaires « sans précédent » s'exercent à l'encontre des écolières et dans les services publics à l'encontre des femmes, toutes religions confondues, pour qu'elles portent le hidjab. En 2019, un rapport estimait que 75 % des musulmanes le portaient. Le gouvernement émet en février 2021 un décret interdisant aux écoles publiques de forcer les élèves à porter le hidjab, sans réel effet.

### Risque sanitaire
En diminuant l'exposition du corps au soleil, le voile intégral, et dans une moindre mesure le hidjab, accroit le risque de carence en vitamine D. Ainsi une étude jordanienne estime que 83 % des femmes portant le niqab ont un taux faible de vitamine D, 55 % de celles portant le hidjab, et 31 % de celles ne portant pas de voile. Des résultats concordants ont été observés aux Émirats et en Égypte.

### Hidjab et sport

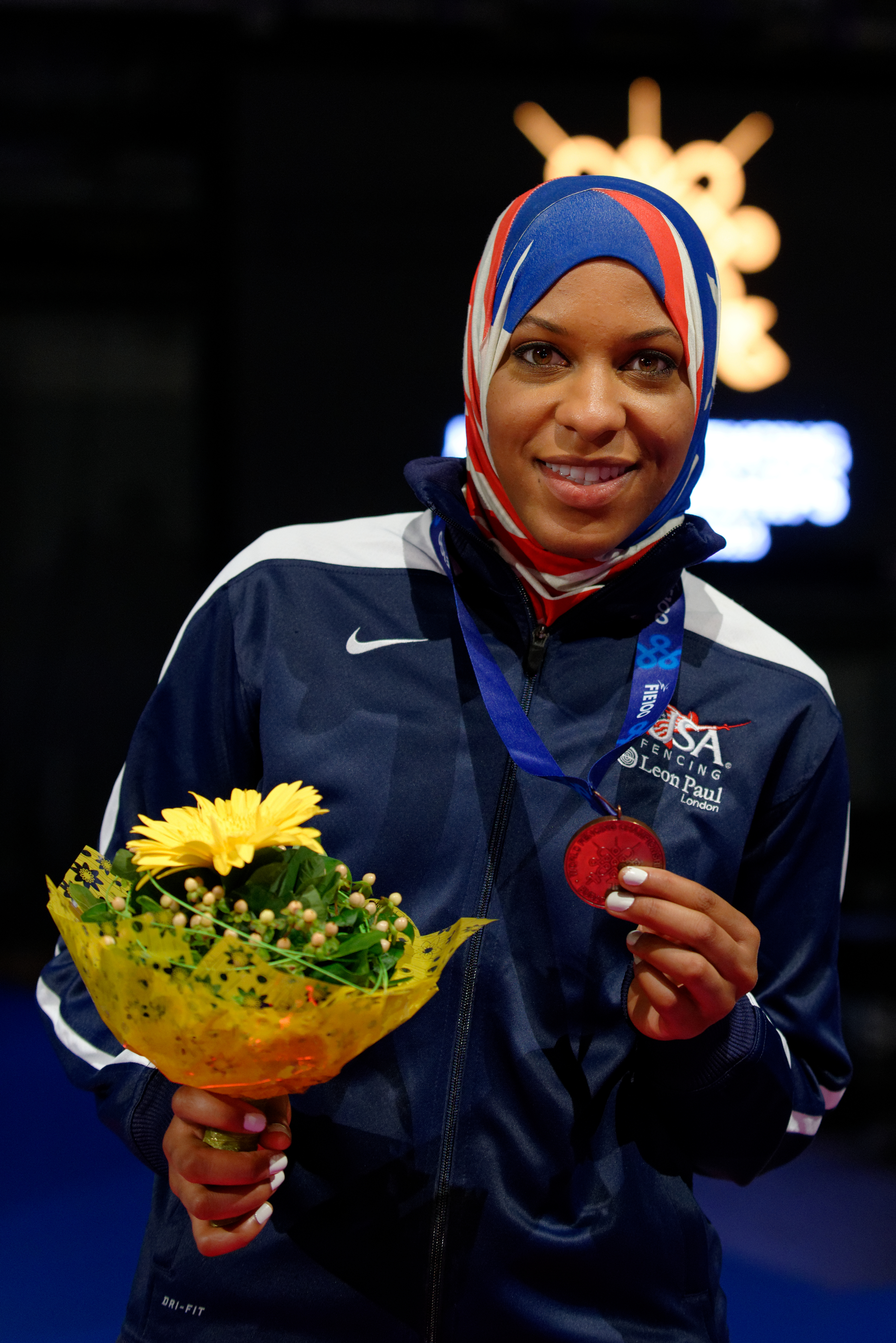
L'américaine Ibtihaj Muhammad, championne olympique d'escrime en 2016.

### Aux Jeux olympiques
Jusqu'en 1996, si des sportives musulmanes disputent des épreuves, elles le font sans voile, comme l'escrimeuse turque Halet Çambel qui l a première participe aux Jeux de Berlin en 1936. En 1984, la médaillée d'or du 400 mètres, la marocaine Nawal El Moutawakel, puis l'algérienne Hassiba Boulmerka est championne du 1 500 mètres aux Jeux de Barcelone en 1992.
En 1996, la tireuse iranienne Lida Fariman devient la première athlète olympique voilée, suivie en 2004 par une autre tireuse iranienne, Nassim Hassanpour et la sprinteuse bahreïnie Rakia al-Gassra. Cette dernière concourt également aux JO de 2008. Le Comité international olympique a affirmé que les femmes pouvaient porter un voile au cours des épreuves olympiques de 2008 en Chine en autorisant une athlète iranienne à y participer voilée. Le CIO se détermine alors « au cas par cas », et se refuse à généraliser la pratique. L'article 50 alinéa 2 de la charte olympique en vigueur prévoit : « Aucune sorte de démonstration ou de propagande politique, religieuse ou raciale n’est autorisée dans un lieu, site ou autre emplacement olympique ». La position de la France est que « tous les signes d'appartenance politique ou religieuse doivent y être bannis, laissés à l'entrée de ces enceintes, qui sont des lieux de neutralité, dans lesquels ne doit être pratiqué que le sport ».
Les débats deviennent vifs pour les Jeux de Londres en 2012 au sujet de l'éventuelle qualification de l'équipe iranienne de football qui n'est finalement pas autorisée à disputer les qualifications. En revanche, l'athlète saoudienne Sarah Attar dispute les Jeux. Malgré l'opposition de la Fédération internationale, il en de même pour la judokate iranienne Wojdan Shaherkani qui joue avec une sorte de bonnet. En 2016, les saoudiennes sont quatre.

### Par discipline
Le hijab est autorisé dans le football depuis 2014 alors que les règlementations varient selon les fédérations. Le voile s'impose assez tôt dans l'athlétisme avec l’Égyptienne Aya Medany, vice-championne du monde de pentathlon en 2008 et la lanceuse de poids iranienne Leyla Rajabi, troisième de sa discipline aux Jeux Asiatiques de 2009.

## Journée du Hijab
Lancé depuis 2013 par Nazma Khan, une musulmane new-yorkaise, le 1er février est déclaré « journée mondiale du Hijab » (WHD), et soutenu par de nombreuses personnalités et institutions musulmanes et non musulmanes disséminés dans quelque 190 pays au nom de la tolérance et la solidarité, tel l'État de New York en 2017 - événement amplement couvert par la presse anglo-saxonne,. Pour Asra Nomani, militante musulmane féministe a déclaré "en tant que femmes musulmanes, nous vous demandons de ne pas porter le hidjab au nom de la solidarité interreligieuse." ajoutant que, "Ce mouvement promeut l'idéologie de l'islam politique".